# Centrosaurus
Centrosaurus (il cui nome significa "lucertola appuntita") è un genere estinto di dinosauro ceratopside centrosaurino vissuto nel Cretaceo superiore, circa 76,5-75,5 milioni di anni fa (Campaniano), in quello che oggi è il Canada, Nordamerica. Il genere contiene una singola specie, ossia C. apertus.

## Descrizione

Dimensioni di C. apertus

Centrosaurus è un centrosaurino di medie dimensioni. Nel 2010, Gregory S. Paul stimò una lunghezza del corpo di 5,50 metri (18 piedi), per un peso di 2,3 tonnellate. Centrosaurus è noto per numerosi reperti frammentari, provenienti soprattutto dal Canada, dove sono stati rinvenuti diversi "letti d'ossa" appartenenti alla specie C. apertus che si estendono per miglia, conseguenza di un'apparente morte in massa di interi branchi. Questi innumerevoli reperti hanno permesso agli studiosi di eseguire analisi statistiche in cui è possibile determinare le dimensioni e le proporzioni medie dell'animale. Tuttavia, questa ricchezza di dati rende difficile isolare caratteristiche uniche della specie, per via dell'alta variabilità individuale, come ad esempio la forma del corno nasale, estremamente variabile in lunghezza e curvatura da individuo a individuo.
Centrosaurus presenta una corporatura molto conservativa rispetto a Styracosaurus. Presenta un cranio relativamente corto, dotato di un collare stretto e alto. Il corno nasale è moderatamente lungo ed è piegato verticalmente o in avanti. Il corpo è alquanto allungato con un profilo superiore dritto. Le zampe posteriori sono relativamente lunghe, così come l'avambraccio.
Nel 2005, Ryan identificò una serie di caratteristiche distintive: il primo epiparietale (nodulo osseo sul bordo del collare) dell'osso parietale è ben sviluppato e ha una forma ricurva verso l'interno del collare. Questo epiparietale rimane sul piano del collare ed è più robusto rispetto a quello di Styracosaurus, che presenta una conformazione simile ma più piccola. Il secondo epiparietale è, invece, dritto e presenta una forma a mezzaluna. Negli esemplari subadulti, il corno del sopraorbitale ha una forma piramidale con una superficie esterna piatta e la superficie interna leggermente convessa. Quest'ultima caratteristica è stata osservata anche in Styracosaurus.

### Cranio

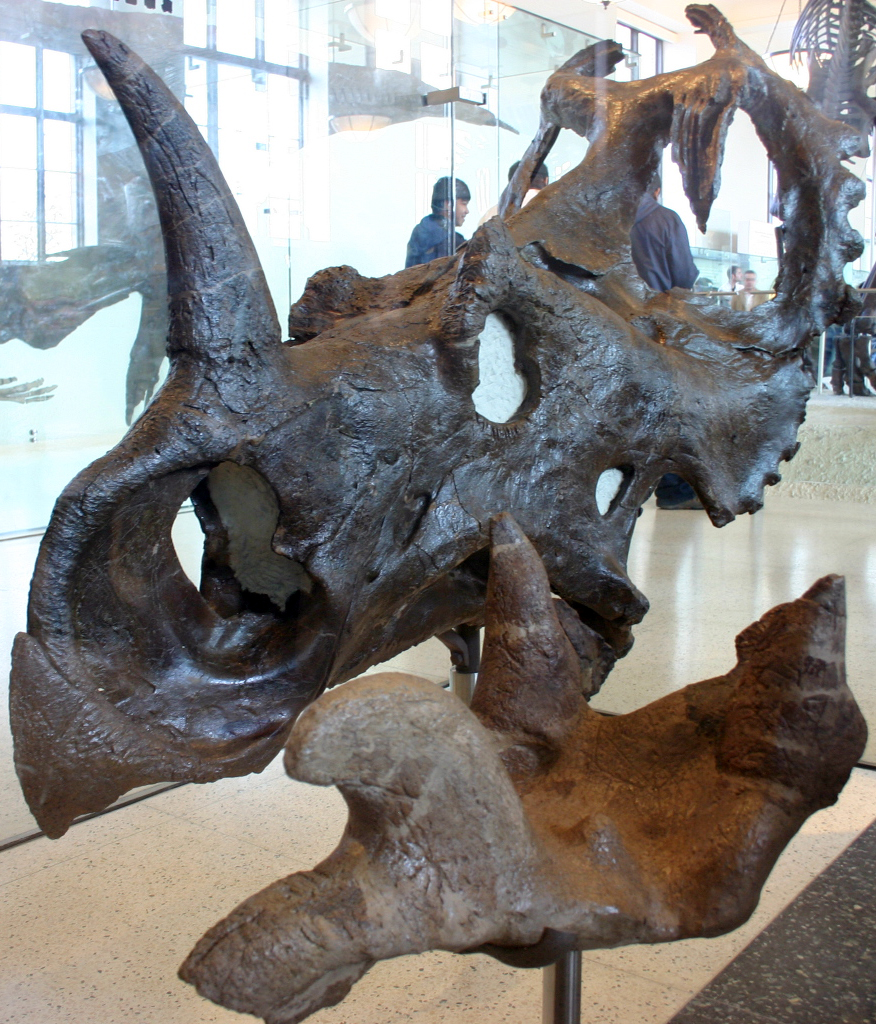
Cranio AMNH 5427, originariamente l'olotipo di Monoclonius flexus

Il cranio di Centrosaurus, come tutti i ceratopsi, presentava un becco sdentato adunco piuttosto corto. La premascella che sosteneva il becco era profondamente scavata, nella parte posteriore dall'ampia apertura delle narici arrotondate. Il bordo anteriore delle narici è piuttosto liscio ed era probabilmente coperto da grandi squame. La premascella e l'osso nasale si toccano nella parte dorsale del muso in una sutura inspessita, che, tuttavia, non è dotata di un irruvidimento significativo nella maggior parte dei campioni, come in Styracosaurus, sebbene sia probabile che lo strato corneo che rivestiva il becco si estendesse fino all'osso nasale. Sopra la narice si ergeva il nucleo osseo del corno nasale, composto dall'osso nasale, la cui base è piuttosto stretta rispetto al resto della struttura. La sezione trasversale del corno è ovale; in alcuni esemplari, la forma o l'orientamento del corno varia molto, talvolta piegandosi in avanti, talvolta puntando in orizzontale. Tramite un breve osso prefrontale, il profilo del cranio si fonde nel postorbitale sopra la piccola cavità oculare, con un corno sopraoculare basso ma appuntito. Tra le orbite si trova il tetto cranico secondario trafitto da una fontanella a forma di U. Le basse creste sopra l'orbita dell'occhio suggeriscono che sul bordo fosse presente una serie di quattro grandi squame. Le pareti del cranio dietro le narice formano un insieme piuttosto massiccio, con un osso mascellare dalla vaga forma triangolare che sostiene la batteria dei denti mascellari. Ai lati erano presenti due zigomi sporgenti. La mascella presenta da 28 a 30 alveoli dentali.

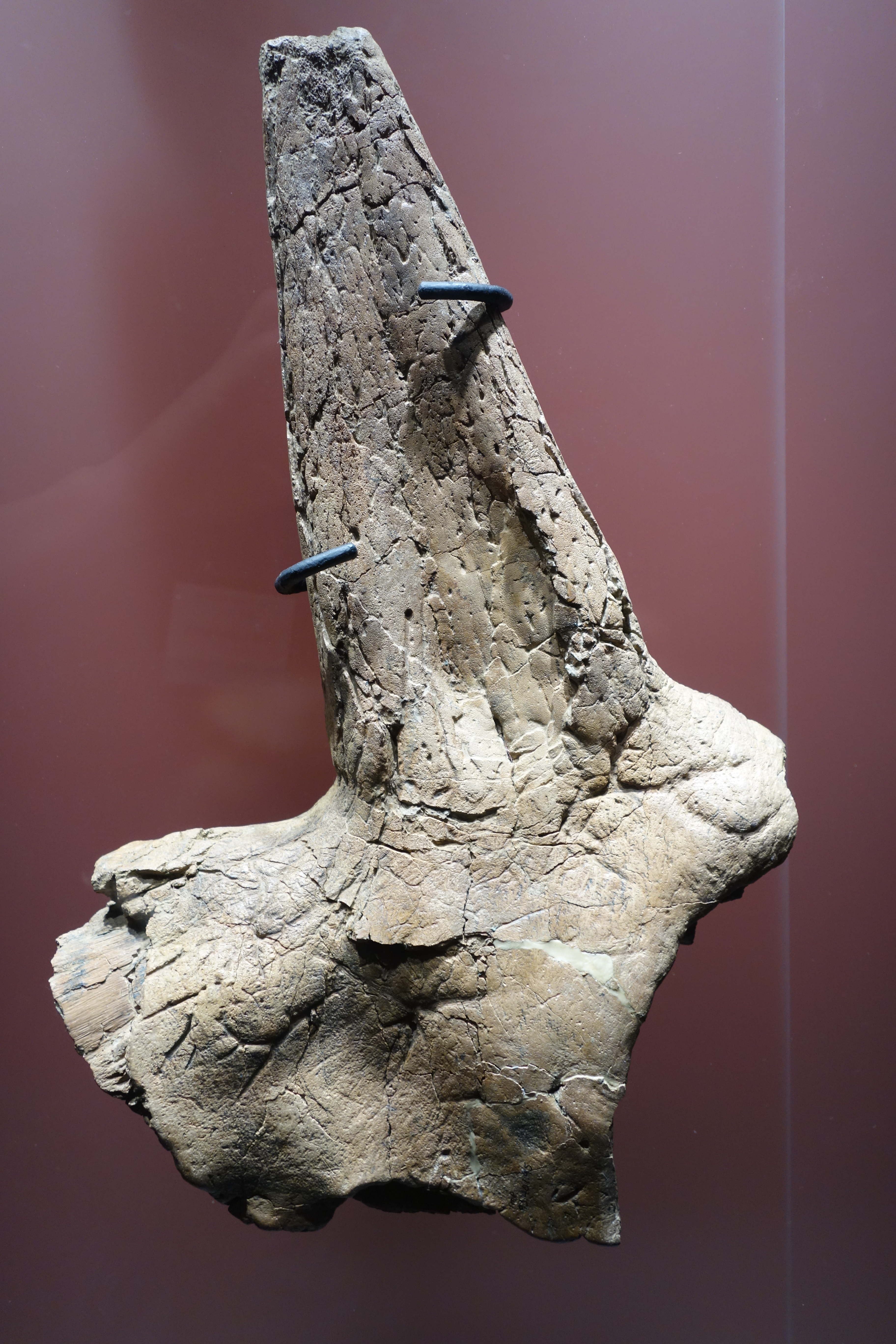
Epiparietale del collare di C. apertus

Nella parte posteriore del cranio, le ossa squamosali e parietali si fondono creando un collare arricciato dietro la testa dell'animale. Il collare era relativamente corto rispetto alla lunghezza totale del cranio e poteva crescere fino a oltre mezzo metro (68,8 centimetri) di lunghezza negli adulti più vecchi e più grandi. Il bordo del collare è adornato da epiparietali (noduli ossei o osteodermi), rispettivamente, quattro sul bordo dell'osso squamosale e sette sul bordo dell'osso parietale. La maggior parte sono piuttosto piccoli e di forma triangolare. Il primo e il secondo epiparietale (gli osteodermi dell'osso parietale sono chiamati epiparietalia) hanno invece una forma diversa. Il primo epiparietale (P1) ha origine leggermente al di sotto del bordo del collare e non sporge sul collare con la punta rivolta in basso. In alcuni esemplari è talmente lungo da coprire tutta la lunghezza della finestra parietale. La funzione di questa struttura è incerta. Il secondo epiparietale, invece, è posizionato sul bordo del collare ma ha una forma ricurva a mezzaluna, con la punta rivolta verso il centro del collare, oltre a essere più lungo degli altri osteodermi. L'ornamentazione del cranio si riduceva con l'invecchiamento dell'esemplare.
Una peculiarità del palato di Centrosaurus è che l'ectopterygoide non entra in contatto con l'osso palatino.
La mandibola presenta un numero inferiore di denti. Entrambi i rami mandibolari si aprono in un predentarium comune che supporta il becco sdentato inferiore. La punta del becco è orientata verso l'alto, ma non così fortemente come con le specie correlate. Di conseguenza, anche l'altezza della mandibola è piuttosto limitata.

### Scheletro postcranico

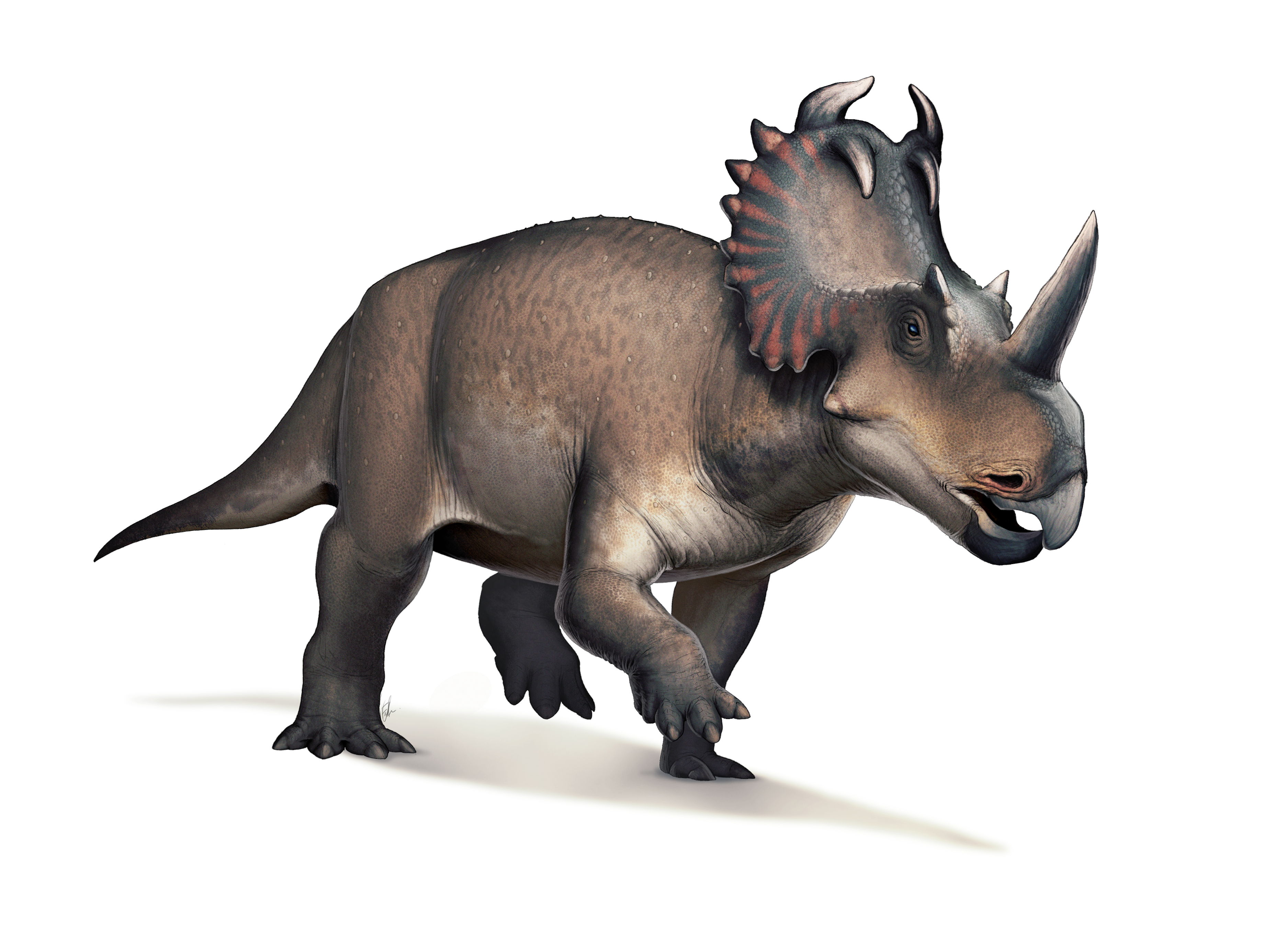
Ricostruzione di C. apertus

Il collo di Centrosaurus è forte ma non molto robusto. Le quattro vertebre cervicali anteriori sono fuse insieme; a volte anche la sesta e la settima vertebra cervicale possono essere fuse. Contrariamente a molte illustrazioni, il collo è più o meno in linea con la colonna vertebrale che si curva solo moderatamente verso il basso nella parte anteriore. La leggera curvatura riduce il carico sulle spine neurali delle vertebre, le quali sono piuttosto corte, strette e dirette all'indietro. La settima e l'ottava vertebra cervicale hanno le spine neurali più lunghe. Il torace è piuttosto basso e ampio. Tutto ciò rende la parte anteriore del busto quasi affusolata. Questo allungamento continua all'indietro in una base della coda abbastanza alta. La coda nel suo insieme è relativamente corta e piuttosto sottile.
La scapola è relativamente lunga. L'estremità superiore si curva leggermente in avanti ed è appena allargata. Il bacino ha un profilo quadrato. L'omero è robusto con una cresta deltopettorale che non si estende molto lungo il corpo principale dell'osso. Gli avambracci e le mani sono rigidi ma piuttosto lunghi. Il radio è allargato soprattutto nella sua articolazione con l'omero. Il numero di falangi sugli arti anteriori è 2-3-4-3-2; quindi è ancora presente l'artiglio sul quinto dito che apparentemente è assente in altri generi correlati. Gli artigli sono a forma di zoccolo con punte frontali arrotondate e allargate; quelli del quarto e del quinto dito sono notevolmente ridotti.
Il bacino non era particolarmente robusto e presentava un ileo abbastanza piatto. Sopra l'ileo, una serie di tendini ossificati sovrapposti irrigidiva le dieci vertebre sacrali. Visto dall'alto, il bacino aveva un contorno vagamente rettangolare piuttosto che ovale come in alcuni ceratopsidi. Il processo di praepubis sporge leggermente davanti all'ileo e mostra solo un piccolo allargamento alla fine. L'ischio è dritto piegandosi solo leggermente verso il basso. Il femore è dritto e molto robusto con larghi trocanteri nella parte superiore e dossi articolari nella parte inferiore. Lo stinco è stretto in alto con un forte allargamento all'interno. Le falangi degli arti posteriori sono 2-3-4-5-0; il quinto dito è solo un rudimento dell'osso metacarpale, comune nei Neoceratopsia. Anche gli artigli dei piedi sono a forma di zoccolo.

### Tessuti molli

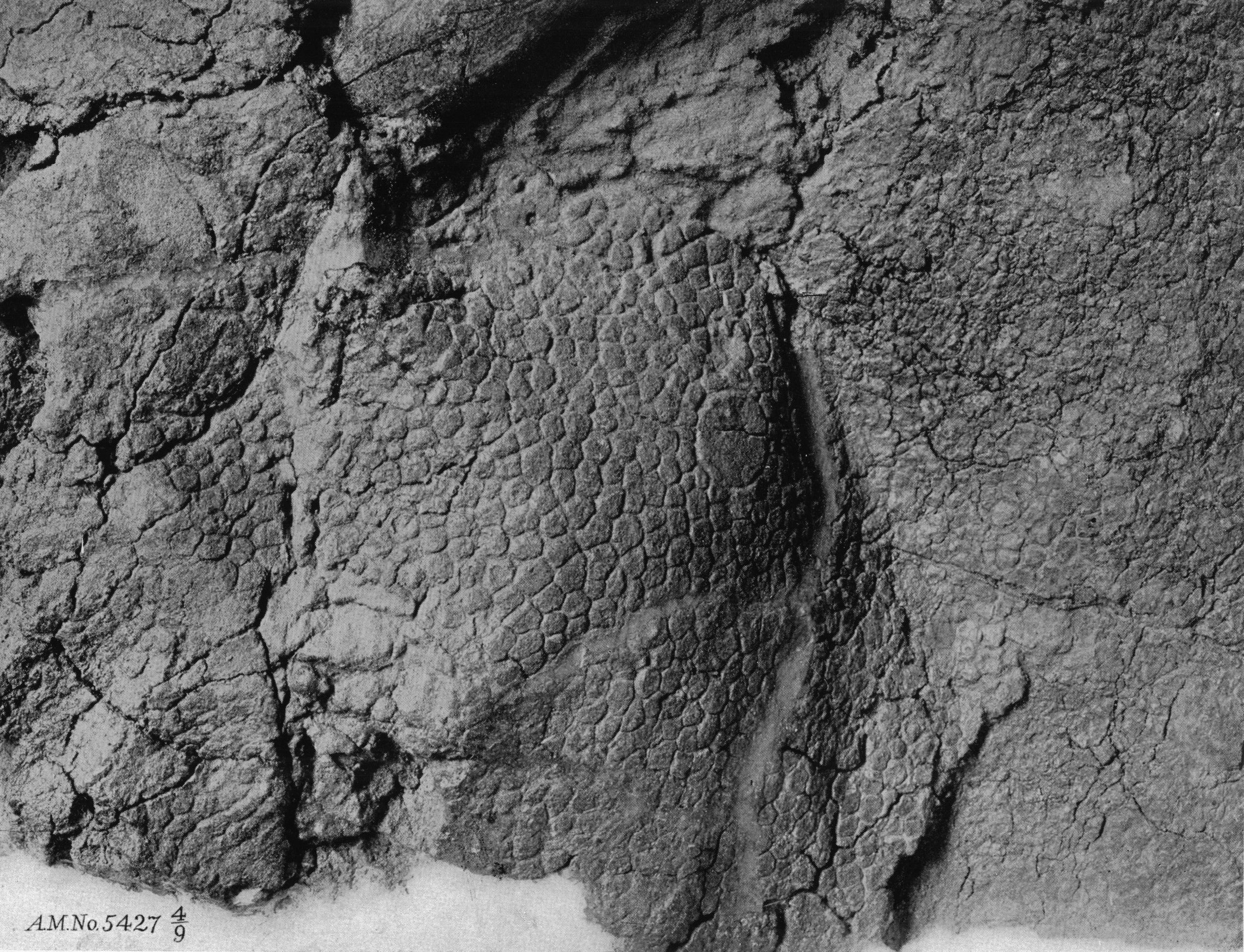
Impressioni di pelle dell'esemplare AMNH 5427

L'esemplare AMNH 5427, l'ex esemplare tipo di Monoclonius cutleri, conserva impronte della pelle descritti da Lull. La forma e la disposizione delle scaglie presenti in queste impronte non sono molto diverse da quelle osservate in altri ceratopsidi, come Chasmosaurus: la pelle dell'animale era composta da grandi squame posizionate in file orizzontali equidistanti, formando delle rosette con scaglie più piccole e circondate da scaglie poligonali piatte ancora più piccole. Tuttavia, le scaglie centrali sono più distanti in Centrosaurus, oltre a essere più rotonde e piccole.
Nel 2019, uno studio ha concluso che le proteine presenti nelle ossa fossili non proveniva dall'animale originale ma dalla successiva contaminazione da parte dei batteri.

## Classificazione
Il genere Centrosaurus dà il nome alla sottofamiglia Centrosaurinae. I suoi parenti più stretti sembrano essere Styracosaurus e Monoclonius. Le somiglianze tra questi generi sono così evidenti che alcuni paleontologi li hanno considerati lo stesso animale. Altri membri della sottofamiglia Centrosaurinae includono Pachyrhinosaurus, Avaceratops, Einiosaurus, Albertaceratops e Achelousaurus.

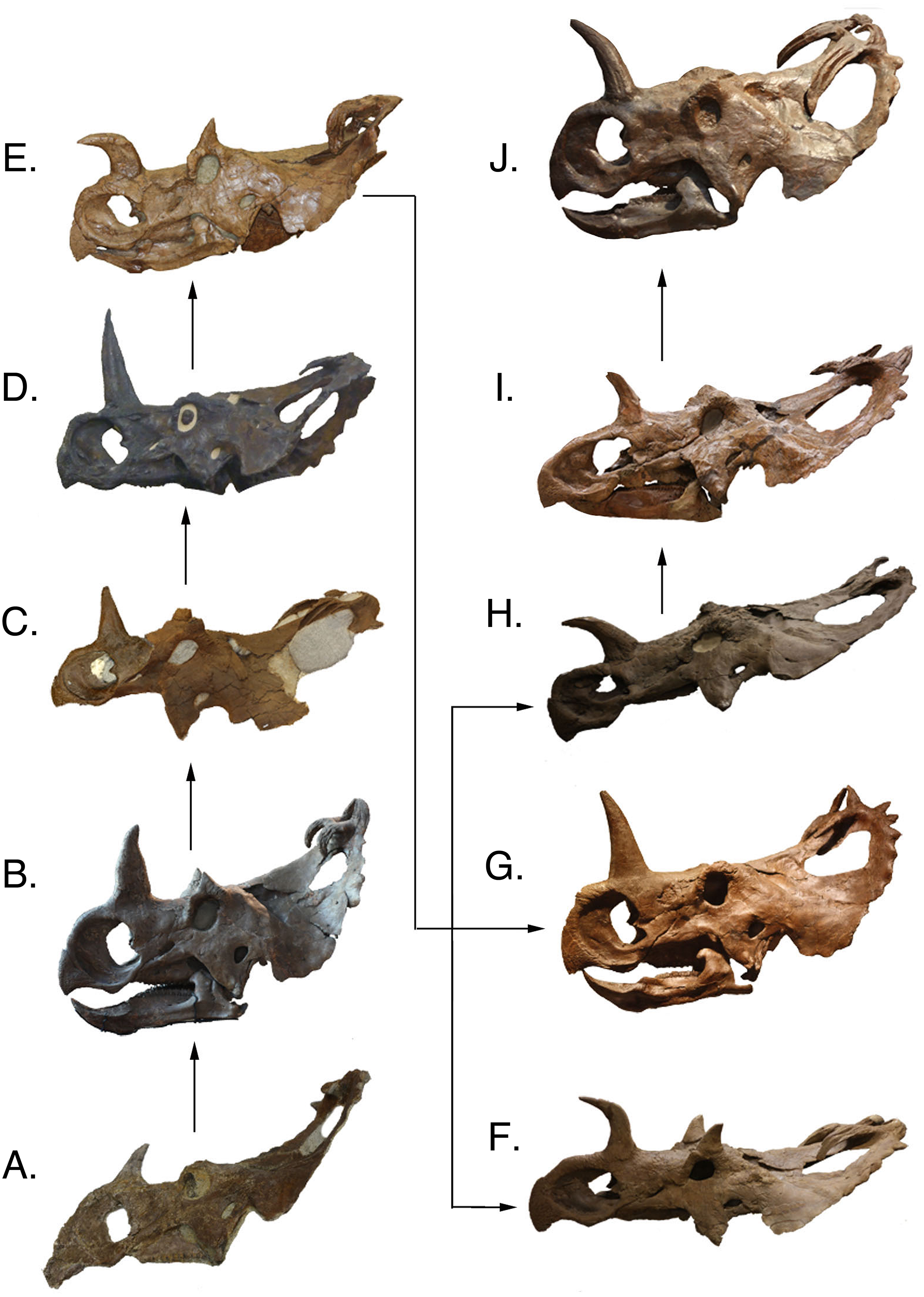
Ontogenesi in Centrosaurus apertus

Il cladogramma presentato di seguito rappresenta un'analisi filogenetica di Chiba et al. (2017):
|  | Diabloceratops eatoni    |
|  |                          |
|  | Machairoceratops cronusi |
|  |                          |

|  | Avaceratops lammersi (ANSP 15800) |
|  |                                   |
|  | MOR 692                           |
|  |                                   |
|  | CMN 8804                          |
|  |                                   |
|  | Nasutoceratops titusi             |
|  |                                   |
|  | Nuovo taxon di Malta              |
|  |                                   |

|  | Sinoceratops zhuchengensis |
|  |                            |
|  | Wendiceratops pinhornensis |
|  |                            |

|  | Rubeosaurus ovatus        |
|  |                           |
|  | Styracosaurus albertensis |
|  |                           |

|  | Coronosaurus brinkmani                                                         |
|  |                                                                                |
|  | \| \| Centrosaurus apertus \| \| \| \| \| \| Spinops sternbergorum \| \| \| \| |
|  |                                                                                |
|  | Centrosaurus apertus                                                           |
|  |                                                                                |
|  | Spinops sternbergorum                                                          |
|  |                                                                                |

|  | Centrosaurus apertus  |
|  |                       |
|  | Spinops sternbergorum |
|  |                       |

|  | Rubeosaurus ovatus        |
|  |                           |
|  | Styracosaurus albertensis |
|  |                           |

|  | Coronosaurus brinkmani                                                         |
|  |                                                                                |
|  | \| \| Centrosaurus apertus \| \| \| \| \| \| Spinops sternbergorum \| \| \| \| |
|  |                                                                                |
|  | Centrosaurus apertus                                                           |
|  |                                                                                |
|  | Spinops sternbergorum                                                          |
|  |                                                                                |

|  | Centrosaurus apertus  |
|  |                       |
|  | Spinops sternbergorum |
|  |                       |

|  | Pachyrhinosaurus canadensis                                                              |
|  |                                                                                          |
|  | \| \| Pachyrhinosaurus lakustai \| \| \| \| \| \| Pachyrhinosaurus perotorum \| \| \| \| |
|  |                                                                                          |
|  | Pachyrhinosaurus lakustai                                                                |
|  |                                                                                          |
|  | Pachyrhinosaurus perotorum                                                               |
|  |                                                                                          |

|  | Pachyrhinosaurus lakustai  |
|  |                            |
|  | Pachyrhinosaurus perotorum |
|  |                            |

|  | Pachyrhinosaurus canadensis                                                              |
|  |                                                                                          |
|  | \| \| Pachyrhinosaurus lakustai \| \| \| \| \| \| Pachyrhinosaurus perotorum \| \| \| \| |
|  |                                                                                          |
|  | Pachyrhinosaurus lakustai                                                                |
|  |                                                                                          |
|  | Pachyrhinosaurus perotorum                                                               |
|  |                                                                                          |

|  | Pachyrhinosaurus lakustai  |
|  |                            |
|  | Pachyrhinosaurus perotorum |
|  |                            |

|  | Pachyrhinosaurus canadensis                                                              |
|  |                                                                                          |
|  | \| \| Pachyrhinosaurus lakustai \| \| \| \| \| \| Pachyrhinosaurus perotorum \| \| \| \| |
|  |                                                                                          |
|  | Pachyrhinosaurus lakustai                                                                |
|  |                                                                                          |
|  | Pachyrhinosaurus perotorum                                                               |
|  |                                                                                          |

|  | Pachyrhinosaurus lakustai  |
|  |                            |
|  | Pachyrhinosaurus perotorum |
|  |                            |

|  | Pachyrhinosaurus canadensis                                                              |
|  |                                                                                          |
|  | \| \| Pachyrhinosaurus lakustai \| \| \| \| \| \| Pachyrhinosaurus perotorum \| \| \| \| |
|  |                                                                                          |
|  | Pachyrhinosaurus lakustai                                                                |
|  |                                                                                          |
|  | Pachyrhinosaurus perotorum                                                               |
|  |                                                                                          |

|  | Pachyrhinosaurus lakustai  |
|  |                            |
|  | Pachyrhinosaurus perotorum |
|  |                            |

|  | Rubeosaurus ovatus        |
|  |                           |
|  | Styracosaurus albertensis |
|  |                           |

|  | Coronosaurus brinkmani                                                         |
|  |                                                                                |
|  | \| \| Centrosaurus apertus \| \| \| \| \| \| Spinops sternbergorum \| \| \| \| |
|  |                                                                                |
|  | Centrosaurus apertus                                                           |
|  |                                                                                |
|  | Spinops sternbergorum                                                          |
|  |                                                                                |

|  | Centrosaurus apertus  |
|  |                       |
|  | Spinops sternbergorum |
|  |                       |

|  | Rubeosaurus ovatus        |
|  |                           |
|  | Styracosaurus albertensis |
|  |                           |

|  | Coronosaurus brinkmani                                                         |
|  |                                                                                |
|  | \| \| Centrosaurus apertus \| \| \| \| \| \| Spinops sternbergorum \| \| \| \| |
|  |                                                                                |
|  | Centrosaurus apertus                                                           |
|  |                                                                                |
|  | Spinops sternbergorum                                                          |
|  |                                                                                |

|  | Centrosaurus apertus  |
|  |                       |
|  | Spinops sternbergorum |
|  |                       |

|  | Pachyrhinosaurus canadensis                                                              |
|  |                                                                                          |
|  | \| \| Pachyrhinosaurus lakustai \| \| \| \| \| \| Pachyrhinosaurus perotorum \| \| \| \| |
|  |                                                                                          |
|  | Pachyrhinosaurus lakustai                                                                |
|  |                                                                                          |
|  | Pachyrhinosaurus perotorum                                                               |
|  |                                                                                          |

|  | Pachyrhinosaurus lakustai  |
|  |                            |
|  | Pachyrhinosaurus perotorum |
|  |                            |

|  | Pachyrhinosaurus canadensis                                                              |
|  |                                                                                          |
|  | \| \| Pachyrhinosaurus lakustai \| \| \| \| \| \| Pachyrhinosaurus perotorum \| \| \| \| |
|  |                                                                                          |
|  | Pachyrhinosaurus lakustai                                                                |
|  |                                                                                          |
|  | Pachyrhinosaurus perotorum                                                               |
|  |                                                                                          |

|  | Pachyrhinosaurus lakustai  |
|  |                            |
|  | Pachyrhinosaurus perotorum |
|  |                            |

|  | Pachyrhinosaurus canadensis                                                              |
|  |                                                                                          |
|  | \| \| Pachyrhinosaurus lakustai \| \| \| \| \| \| Pachyrhinosaurus perotorum \| \| \| \| |
|  |                                                                                          |
|  | Pachyrhinosaurus lakustai                                                                |
|  |                                                                                          |
|  | Pachyrhinosaurus perotorum                                                               |
|  |                                                                                          |

|  | Pachyrhinosaurus lakustai  |
|  |                            |
|  | Pachyrhinosaurus perotorum |
|  |                            |

|  | Pachyrhinosaurus canadensis                                                              |
|  |                                                                                          |
|  | \| \| Pachyrhinosaurus lakustai \| \| \| \| \| \| Pachyrhinosaurus perotorum \| \| \| \| |
|  |                                                                                          |
|  | Pachyrhinosaurus lakustai                                                                |
|  |                                                                                          |
|  | Pachyrhinosaurus perotorum                                                               |
|  |                                                                                          |

|  | Pachyrhinosaurus lakustai  |
|  |                            |
|  | Pachyrhinosaurus perotorum |
|  |                            |

|  | Sinoceratops zhuchengensis |
|  |                            |
|  | Wendiceratops pinhornensis |
|  |                            |

|  | Rubeosaurus ovatus        |
|  |                           |
|  | Styracosaurus albertensis |
|  |                           |

|  | Coronosaurus brinkmani                                                         |
|  |                                                                                |
|  | \| \| Centrosaurus apertus \| \| \| \| \| \| Spinops sternbergorum \| \| \| \| |
|  |                                                                                |
|  | Centrosaurus apertus                                                           |
|  |                                                                                |
|  | Spinops sternbergorum                                                          |
|  |                                                                                |

|  | Centrosaurus apertus  |
|  |                       |
|  | Spinops sternbergorum |
|  |                       |

|  | Rubeosaurus ovatus        |
|  |                           |
|  | Styracosaurus albertensis |
|  |                           |

|  | Coronosaurus brinkmani                                                         |
|  |                                                                                |
|  | \| \| Centrosaurus apertus \| \| \| \| \| \| Spinops sternbergorum \| \| \| \| |
|  |                                                                                |
|  | Centrosaurus apertus                                                           |
|  |                                                                                |
|  | Spinops sternbergorum                                                          |
|  |                                                                                |

|  | Centrosaurus apertus  |
|  |                       |
|  | Spinops sternbergorum |
|  |                       |

|  | Pachyrhinosaurus canadensis                                                              |
|  |                                                                                          |
|  | \| \| Pachyrhinosaurus lakustai \| \| \| \| \| \| Pachyrhinosaurus perotorum \| \| \| \| |
|  |                                                                                          |
|  | Pachyrhinosaurus lakustai                                                                |
|  |                                                                                          |
|  | Pachyrhinosaurus perotorum                                                               |
|  |                                                                                          |

|  | Pachyrhinosaurus lakustai  |
|  |                            |
|  | Pachyrhinosaurus perotorum |
|  |                            |

|  | Pachyrhinosaurus canadensis                                                              |
|  |                                                                                          |
|  | \| \| Pachyrhinosaurus lakustai \| \| \| \| \| \| Pachyrhinosaurus perotorum \| \| \| \| |
|  |                                                                                          |
|  | Pachyrhinosaurus lakustai                                                                |
|  |                                                                                          |
|  | Pachyrhinosaurus perotorum                                                               |
|  |                                                                                          |

|  | Pachyrhinosaurus lakustai  |
|  |                            |
|  | Pachyrhinosaurus perotorum |
|  |                            |

|  | Pachyrhinosaurus canadensis                                                              |
|  |                                                                                          |
|  | \| \| Pachyrhinosaurus lakustai \| \| \| \| \| \| Pachyrhinosaurus perotorum \| \| \| \| |
|  |                                                                                          |
|  | Pachyrhinosaurus lakustai                                                                |
|  |                                                                                          |
|  | Pachyrhinosaurus perotorum                                                               |
|  |                                                                                          |

|  | Pachyrhinosaurus lakustai  |
|  |                            |
|  | Pachyrhinosaurus perotorum |
|  |                            |

|  | Pachyrhinosaurus canadensis                                                              |
|  |                                                                                          |
|  | \| \| Pachyrhinosaurus lakustai \| \| \| \| \| \| Pachyrhinosaurus perotorum \| \| \| \| |
|  |                                                                                          |
|  | Pachyrhinosaurus lakustai                                                                |
|  |                                                                                          |
|  | Pachyrhinosaurus perotorum                                                               |
|  |                                                                                          |

|  | Pachyrhinosaurus lakustai  |
|  |                            |
|  | Pachyrhinosaurus perotorum |
|  |                            |

|  | Rubeosaurus ovatus        |
|  |                           |
|  | Styracosaurus albertensis |
|  |                           |

|  | Coronosaurus brinkmani                                                         |
|  |                                                                                |
|  | \| \| Centrosaurus apertus \| \| \| \| \| \| Spinops sternbergorum \| \| \| \| |
|  |                                                                                |
|  | Centrosaurus apertus                                                           |
|  |                                                                                |
|  | Spinops sternbergorum                                                          |
|  |                                                                                |

|  | Centrosaurus apertus  |
|  |                       |
|  | Spinops sternbergorum |
|  |                       |

|  | Rubeosaurus ovatus        |
|  |                           |
|  | Styracosaurus albertensis |
|  |                           |

|  | Coronosaurus brinkmani                                                         |
|  |                                                                                |
|  | \| \| Centrosaurus apertus \| \| \| \| \| \| Spinops sternbergorum \| \| \| \| |
|  |                                                                                |
|  | Centrosaurus apertus                                                           |
|  |                                                                                |
|  | Spinops sternbergorum                                                          |
|  |                                                                                |

|  | Centrosaurus apertus  |
|  |                       |
|  | Spinops sternbergorum |
|  |                       |

|  | Pachyrhinosaurus canadensis                                                              |
|  |                                                                                          |
|  | \| \| Pachyrhinosaurus lakustai \| \| \| \| \| \| Pachyrhinosaurus perotorum \| \| \| \| |
|  |                                                                                          |
|  | Pachyrhinosaurus lakustai                                                                |
|  |                                                                                          |
|  | Pachyrhinosaurus perotorum                                                               |
|  |                                                                                          |

|  | Pachyrhinosaurus lakustai  |
|  |                            |
|  | Pachyrhinosaurus perotorum |
|  |                            |

|  | Pachyrhinosaurus canadensis                                                              |
|  |                                                                                          |
|  | \| \| Pachyrhinosaurus lakustai \| \| \| \| \| \| Pachyrhinosaurus perotorum \| \| \| \| |
|  |                                                                                          |
|  | Pachyrhinosaurus lakustai                                                                |
|  |                                                                                          |
|  | Pachyrhinosaurus perotorum                                                               |
|  |                                                                                          |

|  | Pachyrhinosaurus lakustai  |
|  |                            |
|  | Pachyrhinosaurus perotorum |
|  |                            |

|  | Pachyrhinosaurus canadensis                                                              |
|  |                                                                                          |
|  | \| \| Pachyrhinosaurus lakustai \| \| \| \| \| \| Pachyrhinosaurus perotorum \| \| \| \| |
|  |                                                                                          |
|  | Pachyrhinosaurus lakustai                                                                |
|  |                                                                                          |
|  | Pachyrhinosaurus perotorum                                                               |
|  |                                                                                          |

|  | Pachyrhinosaurus lakustai  |
|  |                            |
|  | Pachyrhinosaurus perotorum |
|  |                            |

|  | Pachyrhinosaurus canadensis                                                              |
|  |                                                                                          |
|  | \| \| Pachyrhinosaurus lakustai \| \| \| \| \| \| Pachyrhinosaurus perotorum \| \| \| \| |
|  |                                                                                          |
|  | Pachyrhinosaurus lakustai                                                                |
|  |                                                                                          |
|  | Pachyrhinosaurus perotorum                                                               |
|  |                                                                                          |

|  | Pachyrhinosaurus lakustai  |
|  |                            |
|  | Pachyrhinosaurus perotorum |
|  |                            |

|  | Sinoceratops zhuchengensis |
|  |                            |
|  | Wendiceratops pinhornensis |
|  |                            |

|  | Rubeosaurus ovatus        |
|  |                           |
|  | Styracosaurus albertensis |
|  |                           |

|  | Coronosaurus brinkmani                                                         |
|  |                                                                                |
|  | \| \| Centrosaurus apertus \| \| \| \| \| \| Spinops sternbergorum \| \| \| \| |
|  |                                                                                |
|  | Centrosaurus apertus                                                           |
|  |                                                                                |
|  | Spinops sternbergorum                                                          |
|  |                                                                                |

|  | Centrosaurus apertus  |
|  |                       |
|  | Spinops sternbergorum |
|  |                       |

|  | Rubeosaurus ovatus        |
|  |                           |
|  | Styracosaurus albertensis |
|  |                           |

|  | Coronosaurus brinkmani                                                         |
|  |                                                                                |
|  | \| \| Centrosaurus apertus \| \| \| \| \| \| Spinops sternbergorum \| \| \| \| |
|  |                                                                                |
|  | Centrosaurus apertus                                                           |
|  |                                                                                |
|  | Spinops sternbergorum                                                          |
|  |                                                                                |

|  | Centrosaurus apertus  |
|  |                       |
|  | Spinops sternbergorum |
|  |                       |

|  | Pachyrhinosaurus canadensis                                                              |
|  |                                                                                          |
|  | \| \| Pachyrhinosaurus lakustai \| \| \| \| \| \| Pachyrhinosaurus perotorum \| \| \| \| |
|  |                                                                                          |
|  | Pachyrhinosaurus lakustai                                                                |
|  |                                                                                          |
|  | Pachyrhinosaurus perotorum                                                               |
|  |                                                                                          |

|  | Pachyrhinosaurus lakustai  |
|  |                            |
|  | Pachyrhinosaurus perotorum |
|  |                            |

|  | Pachyrhinosaurus canadensis                                                              |
|  |                                                                                          |
|  | \| \| Pachyrhinosaurus lakustai \| \| \| \| \| \| Pachyrhinosaurus perotorum \| \| \| \| |
|  |                                                                                          |
|  | Pachyrhinosaurus lakustai                                                                |
|  |                                                                                          |
|  | Pachyrhinosaurus perotorum                                                               |
|  |                                                                                          |

|  | Pachyrhinosaurus lakustai  |
|  |                            |
|  | Pachyrhinosaurus perotorum |
|  |                            |

|  | Pachyrhinosaurus canadensis                                                              |
|  |                                                                                          |
|  | \| \| Pachyrhinosaurus lakustai \| \| \| \| \| \| Pachyrhinosaurus perotorum \| \| \| \| |
|  |                                                                                          |
|  | Pachyrhinosaurus lakustai                                                                |
|  |                                                                                          |
|  | Pachyrhinosaurus perotorum                                                               |
|  |                                                                                          |

|  | Pachyrhinosaurus lakustai  |
|  |                            |
|  | Pachyrhinosaurus perotorum |
|  |                            |

|  | Pachyrhinosaurus canadensis                                                              |
|  |                                                                                          |
|  | \| \| Pachyrhinosaurus lakustai \| \| \| \| \| \| Pachyrhinosaurus perotorum \| \| \| \| |
|  |                                                                                          |
|  | Pachyrhinosaurus lakustai                                                                |
|  |                                                                                          |
|  | Pachyrhinosaurus perotorum                                                               |
|  |                                                                                          |

|  | Pachyrhinosaurus lakustai  |
|  |                            |
|  | Pachyrhinosaurus perotorum |
|  |                            |

|  | Rubeosaurus ovatus        |
|  |                           |
|  | Styracosaurus albertensis |
|  |                           |

|  | Coronosaurus brinkmani                                                         |
|  |                                                                                |
|  | \| \| Centrosaurus apertus \| \| \| \| \| \| Spinops sternbergorum \| \| \| \| |
|  |                                                                                |
|  | Centrosaurus apertus                                                           |
|  |                                                                                |
|  | Spinops sternbergorum                                                          |
|  |                                                                                |

|  | Centrosaurus apertus  |
|  |                       |
|  | Spinops sternbergorum |
|  |                       |

|  | Rubeosaurus ovatus        |
|  |                           |
|  | Styracosaurus albertensis |
|  |                           |

|  | Coronosaurus brinkmani                                                         |
|  |                                                                                |
|  | \| \| Centrosaurus apertus \| \| \| \| \| \| Spinops sternbergorum \| \| \| \| |
|  |                                                                                |
|  | Centrosaurus apertus                                                           |
|  |                                                                                |
|  | Spinops sternbergorum                                                          |
|  |                                                                                |

|  | Centrosaurus apertus  |
|  |                       |
|  | Spinops sternbergorum |
|  |                       |

|  | Pachyrhinosaurus canadensis                                                              |
|  |                                                                                          |
|  | \| \| Pachyrhinosaurus lakustai \| \| \| \| \| \| Pachyrhinosaurus perotorum \| \| \| \| |
|  |                                                                                          |
|  | Pachyrhinosaurus lakustai                                                                |
|  |                                                                                          |
|  | Pachyrhinosaurus perotorum                                                               |
|  |                                                                                          |

|  | Pachyrhinosaurus lakustai  |
|  |                            |
|  | Pachyrhinosaurus perotorum |
|  |                            |

|  | Pachyrhinosaurus canadensis                                                              |
|  |                                                                                          |
|  | \| \| Pachyrhinosaurus lakustai \| \| \| \| \| \| Pachyrhinosaurus perotorum \| \| \| \| |
|  |                                                                                          |
|  | Pachyrhinosaurus lakustai                                                                |
|  |                                                                                          |
|  | Pachyrhinosaurus perotorum                                                               |
|  |                                                                                          |

|  | Pachyrhinosaurus lakustai  |
|  |                            |
|  | Pachyrhinosaurus perotorum |
|  |                            |

|  | Pachyrhinosaurus canadensis                                                              |
|  |                                                                                          |
|  | \| \| Pachyrhinosaurus lakustai \| \| \| \| \| \| Pachyrhinosaurus perotorum \| \| \| \| |
|  |                                                                                          |
|  | Pachyrhinosaurus lakustai                                                                |
|  |                                                                                          |
|  | Pachyrhinosaurus perotorum                                                               |
|  |                                                                                          |

|  | Pachyrhinosaurus lakustai  |
|  |                            |
|  | Pachyrhinosaurus perotorum |
|  |                            |

|  | Pachyrhinosaurus canadensis                                                              |
|  |                                                                                          |
|  | \| \| Pachyrhinosaurus lakustai \| \| \| \| \| \| Pachyrhinosaurus perotorum \| \| \| \| |
|  |                                                                                          |
|  | Pachyrhinosaurus lakustai                                                                |
|  |                                                                                          |
|  | Pachyrhinosaurus perotorum                                                               |
|  |                                                                                          |

|  | Pachyrhinosaurus lakustai  |
|  |                            |
|  | Pachyrhinosaurus perotorum |
|  |                            |

|  | Sinoceratops zhuchengensis |
|  |                            |
|  | Wendiceratops pinhornensis |
|  |                            |

|  | Rubeosaurus ovatus        |
|  |                           |
|  | Styracosaurus albertensis |
|  |                           |

|  | Coronosaurus brinkmani                                                         |
|  |                                                                                |
|  | \| \| Centrosaurus apertus \| \| \| \| \| \| Spinops sternbergorum \| \| \| \| |
|  |                                                                                |
|  | Centrosaurus apertus                                                           |
|  |                                                                                |
|  | Spinops sternbergorum                                                          |
|  |                                                                                |

|  | Centrosaurus apertus  |
|  |                       |
|  | Spinops sternbergorum |
|  |                       |

|  | Rubeosaurus ovatus        |
|  |                           |
|  | Styracosaurus albertensis |
|  |                           |

|  | Coronosaurus brinkmani                                                         |
|  |                                                                                |
|  | \| \| Centrosaurus apertus \| \| \| \| \| \| Spinops sternbergorum \| \| \| \| |
|  |                                                                                |
|  | Centrosaurus apertus                                                           |
|  |                                                                                |
|  | Spinops sternbergorum                                                          |
|  |                                                                                |

|  | Centrosaurus apertus  |
|  |                       |
|  | Spinops sternbergorum |
|  |                       |

|  | Pachyrhinosaurus canadensis                                                              |
|  |                                                                                          |
|  | \| \| Pachyrhinosaurus lakustai \| \| \| \| \| \| Pachyrhinosaurus perotorum \| \| \| \| |
|  |                                                                                          |
|  | Pachyrhinosaurus lakustai                                                                |
|  |                                                                                          |
|  | Pachyrhinosaurus perotorum                                                               |
|  |                                                                                          |

|  | Pachyrhinosaurus lakustai  |
|  |                            |
|  | Pachyrhinosaurus perotorum |
|  |                            |

|  | Pachyrhinosaurus canadensis                                                              |
|  |                                                                                          |
|  | \| \| Pachyrhinosaurus lakustai \| \| \| \| \| \| Pachyrhinosaurus perotorum \| \| \| \| |
|  |                                                                                          |
|  | Pachyrhinosaurus lakustai                                                                |
|  |                                                                                          |
|  | Pachyrhinosaurus perotorum                                                               |
|  |                                                                                          |

|  | Pachyrhinosaurus lakustai  |
|  |                            |
|  | Pachyrhinosaurus perotorum |
|  |                            |

|  | Pachyrhinosaurus canadensis                                                              |
|  |                                                                                          |
|  | \| \| Pachyrhinosaurus lakustai \| \| \| \| \| \| Pachyrhinosaurus perotorum \| \| \| \| |
|  |                                                                                          |
|  | Pachyrhinosaurus lakustai                                                                |
|  |                                                                                          |
|  | Pachyrhinosaurus perotorum                                                               |
|  |                                                                                          |

|  | Pachyrhinosaurus lakustai  |
|  |                            |
|  | Pachyrhinosaurus perotorum |
|  |                            |

|  | Pachyrhinosaurus canadensis                                                              |
|  |                                                                                          |
|  | \| \| Pachyrhinosaurus lakustai \| \| \| \| \| \| Pachyrhinosaurus perotorum \| \| \| \| |
|  |                                                                                          |
|  | Pachyrhinosaurus lakustai                                                                |
|  |                                                                                          |
|  | Pachyrhinosaurus perotorum                                                               |
|  |                                                                                          |

|  | Pachyrhinosaurus lakustai  |
|  |                            |
|  | Pachyrhinosaurus perotorum |
|  |                            |

|  | Rubeosaurus ovatus        |
|  |                           |
|  | Styracosaurus albertensis |
|  |                           |

|  | Coronosaurus brinkmani                                                         |
|  |                                                                                |
|  | \| \| Centrosaurus apertus \| \| \| \| \| \| Spinops sternbergorum \| \| \| \| |
|  |                                                                                |
|  | Centrosaurus apertus                                                           |
|  |                                                                                |
|  | Spinops sternbergorum                                                          |
|  |                                                                                |

|  | Centrosaurus apertus  |
|  |                       |
|  | Spinops sternbergorum |
|  |                       |

|  | Rubeosaurus ovatus        |
|  |                           |
|  | Styracosaurus albertensis |
|  |                           |

|  | Coronosaurus brinkmani                                                         |
|  |                                                                                |
|  | \| \| Centrosaurus apertus \| \| \| \| \| \| Spinops sternbergorum \| \| \| \| |
|  |                                                                                |
|  | Centrosaurus apertus                                                           |
|  |                                                                                |
|  | Spinops sternbergorum                                                          |
|  |                                                                                |

|  | Centrosaurus apertus  |
|  |                       |
|  | Spinops sternbergorum |
|  |                       |

|  | Pachyrhinosaurus canadensis                                                              |
|  |                                                                                          |
|  | \| \| Pachyrhinosaurus lakustai \| \| \| \| \| \| Pachyrhinosaurus perotorum \| \| \| \| |
|  |                                                                                          |
|  | Pachyrhinosaurus lakustai                                                                |
|  |                                                                                          |
|  | Pachyrhinosaurus perotorum                                                               |
|  |                                                                                          |

|  | Pachyrhinosaurus lakustai  |
|  |                            |
|  | Pachyrhinosaurus perotorum |
|  |                            |

|  | Pachyrhinosaurus canadensis                                                              |
|  |                                                                                          |
|  | \| \| Pachyrhinosaurus lakustai \| \| \| \| \| \| Pachyrhinosaurus perotorum \| \| \| \| |
|  |                                                                                          |
|  | Pachyrhinosaurus lakustai                                                                |
|  |                                                                                          |
|  | Pachyrhinosaurus perotorum                                                               |
|  |                                                                                          |

|  | Pachyrhinosaurus lakustai  |
|  |                            |
|  | Pachyrhinosaurus perotorum |
|  |                            |

|  | Pachyrhinosaurus canadensis                                                              |
|  |                                                                                          |
|  | \| \| Pachyrhinosaurus lakustai \| \| \| \| \| \| Pachyrhinosaurus perotorum \| \| \| \| |
|  |                                                                                          |
|  | Pachyrhinosaurus lakustai                                                                |
|  |                                                                                          |
|  | Pachyrhinosaurus perotorum                                                               |
|  |                                                                                          |

|  | Pachyrhinosaurus lakustai  |
|  |                            |
|  | Pachyrhinosaurus perotorum |
|  |                            |

|  | Pachyrhinosaurus canadensis                                                              |
|  |                                                                                          |
|  | \| \| Pachyrhinosaurus lakustai \| \| \| \| \| \| Pachyrhinosaurus perotorum \| \| \| \| |
|  |                                                                                          |
|  | Pachyrhinosaurus lakustai                                                                |
|  |                                                                                          |
|  | Pachyrhinosaurus perotorum                                                               |
|  |                                                                                          |

|  | Pachyrhinosaurus lakustai  |
|  |                            |
|  | Pachyrhinosaurus perotorum |
|  |                            |

|  | Avaceratops lammersi (ANSP 15800) |
|  |                                   |
|  | MOR 692                           |
|  |                                   |
|  | CMN 8804                          |
|  |                                   |
|  | Nasutoceratops titusi             |
|  |                                   |
|  | Nuovo taxon di Malta              |
|  |                                   |

|  | Sinoceratops zhuchengensis |
|  |                            |
|  | Wendiceratops pinhornensis |
|  |                            |

|  | Rubeosaurus ovatus        |
|  |                           |
|  | Styracosaurus albertensis |
|  |                           |

|  | Coronosaurus brinkmani                                                         |
|  |                                                                                |
|  | \| \| Centrosaurus apertus \| \| \| \| \| \| Spinops sternbergorum \| \| \| \| |
|  |                                                                                |
|  | Centrosaurus apertus                                                           |
|  |                                                                                |
|  | Spinops sternbergorum                                                          |
|  |                                                                                |

|  | Centrosaurus apertus  |
|  |                       |
|  | Spinops sternbergorum |
|  |                       |

|  | Rubeosaurus ovatus        |
|  |                           |
|  | Styracosaurus albertensis |
|  |                           |

|  | Coronosaurus brinkmani                                                         |
|  |                                                                                |
|  | \| \| Centrosaurus apertus \| \| \| \| \| \| Spinops sternbergorum \| \| \| \| |
|  |                                                                                |
|  | Centrosaurus apertus                                                           |
|  |                                                                                |
|  | Spinops sternbergorum                                                          |
|  |                                                                                |

|  | Centrosaurus apertus  |
|  |                       |
|  | Spinops sternbergorum |
|  |                       |

|  | Pachyrhinosaurus canadensis                                                              |
|  |                                                                                          |
|  | \| \| Pachyrhinosaurus lakustai \| \| \| \| \| \| Pachyrhinosaurus perotorum \| \| \| \| |
|  |                                                                                          |
|  | Pachyrhinosaurus lakustai                                                                |
|  |                                                                                          |
|  | Pachyrhinosaurus perotorum                                                               |
|  |                                                                                          |

|  | Pachyrhinosaurus lakustai  |
|  |                            |
|  | Pachyrhinosaurus perotorum |
|  |                            |

|  | Pachyrhinosaurus canadensis                                                              |
|  |                                                                                          |
|  | \| \| Pachyrhinosaurus lakustai \| \| \| \| \| \| Pachyrhinosaurus perotorum \| \| \| \| |
|  |                                                                                          |
|  | Pachyrhinosaurus lakustai                                                                |
|  |                                                                                          |
|  | Pachyrhinosaurus perotorum                                                               |
|  |                                                                                          |

|  | Pachyrhinosaurus lakustai  |
|  |                            |
|  | Pachyrhinosaurus perotorum |
|  |                            |

|  | Pachyrhinosaurus canadensis                                                              |
|  |                                                                                          |
|  | \| \| Pachyrhinosaurus lakustai \| \| \| \| \| \| Pachyrhinosaurus perotorum \| \| \| \| |
|  |                                                                                          |
|  | Pachyrhinosaurus lakustai                                                                |
|  |                                                                                          |
|  | Pachyrhinosaurus perotorum                                                               |
|  |                                                                                          |

|  | Pachyrhinosaurus lakustai  |
|  |                            |
|  | Pachyrhinosaurus perotorum |
|  |                            |

|  | Pachyrhinosaurus canadensis                                                              |
|  |                                                                                          |
|  | \| \| Pachyrhinosaurus lakustai \| \| \| \| \| \| Pachyrhinosaurus perotorum \| \| \| \| |
|  |                                                                                          |
|  | Pachyrhinosaurus lakustai                                                                |
|  |                                                                                          |
|  | Pachyrhinosaurus perotorum                                                               |
|  |                                                                                          |

|  | Pachyrhinosaurus lakustai  |
|  |                            |
|  | Pachyrhinosaurus perotorum |
|  |                            |

|  | Rubeosaurus ovatus        |
|  |                           |
|  | Styracosaurus albertensis |
|  |                           |

|  | Coronosaurus brinkmani                                                         |
|  |                                                                                |
|  | \| \| Centrosaurus apertus \| \| \| \| \| \| Spinops sternbergorum \| \| \| \| |
|  |                                                                                |
|  | Centrosaurus apertus                                                           |
|  |                                                                                |
|  | Spinops sternbergorum                                                          |
|  |                                                                                |

|  | Centrosaurus apertus  |
|  |                       |
|  | Spinops sternbergorum |
|  |                       |

|  | Rubeosaurus ovatus        |
|  |                           |
|  | Styracosaurus albertensis |
|  |                           |

|  | Coronosaurus brinkmani                                                         |
|  |                                                                                |
|  | \| \| Centrosaurus apertus \| \| \| \| \| \| Spinops sternbergorum \| \| \| \| |
|  |                                                                                |
|  | Centrosaurus apertus                                                           |
|  |                                                                                |
|  | Spinops sternbergorum                                                          |
|  |                                                                                |

|  | Centrosaurus apertus  |
|  |                       |
|  | Spinops sternbergorum |
|  |                       |

|  | Pachyrhinosaurus canadensis                                                              |
|  |                                                                                          |
|  | \| \| Pachyrhinosaurus lakustai \| \| \| \| \| \| Pachyrhinosaurus perotorum \| \| \| \| |
|  |                                                                                          |
|  | Pachyrhinosaurus lakustai                                                                |
|  |                                                                                          |
|  | Pachyrhinosaurus perotorum                                                               |
|  |                                                                                          |

|  | Pachyrhinosaurus lakustai  |
|  |                            |
|  | Pachyrhinosaurus perotorum |
|  |                            |

|  | Pachyrhinosaurus canadensis                                                              |
|  |                                                                                          |
|  | \| \| Pachyrhinosaurus lakustai \| \| \| \| \| \| Pachyrhinosaurus perotorum \| \| \| \| |
|  |                                                                                          |
|  | Pachyrhinosaurus lakustai                                                                |
|  |                                                                                          |
|  | Pachyrhinosaurus perotorum                                                               |
|  |                                                                                          |

|  | Pachyrhinosaurus lakustai  |
|  |                            |
|  | Pachyrhinosaurus perotorum |
|  |                            |

|  | Pachyrhinosaurus canadensis                                                              |
|  |                                                                                          |
|  | \| \| Pachyrhinosaurus lakustai \| \| \| \| \| \| Pachyrhinosaurus perotorum \| \| \| \| |
|  |                                                                                          |
|  | Pachyrhinosaurus lakustai                                                                |
|  |                                                                                          |
|  | Pachyrhinosaurus perotorum                                                               |
|  |                                                                                          |

|  | Pachyrhinosaurus lakustai  |
|  |                            |
|  | Pachyrhinosaurus perotorum |
|  |                            |

|  | Pachyrhinosaurus canadensis                                                              |
|  |                                                                                          |
|  | \| \| Pachyrhinosaurus lakustai \| \| \| \| \| \| Pachyrhinosaurus perotorum \| \| \| \| |
|  |                                                                                          |
|  | Pachyrhinosaurus lakustai                                                                |
|  |                                                                                          |
|  | Pachyrhinosaurus perotorum                                                               |
|  |                                                                                          |

|  | Pachyrhinosaurus lakustai  |
|  |                            |
|  | Pachyrhinosaurus perotorum |
|  |                            |

|  | Sinoceratops zhuchengensis |
|  |                            |
|  | Wendiceratops pinhornensis |
|  |                            |

|  | Rubeosaurus ovatus        |
|  |                           |
|  | Styracosaurus albertensis |
|  |                           |

|  | Coronosaurus brinkmani                                                         |
|  |                                                                                |
|  | \| \| Centrosaurus apertus \| \| \| \| \| \| Spinops sternbergorum \| \| \| \| |
|  |                                                                                |
|  | Centrosaurus apertus                                                           |
|  |                                                                                |
|  | Spinops sternbergorum                                                          |
|  |                                                                                |

|  | Centrosaurus apertus  |
|  |                       |
|  | Spinops sternbergorum |
|  |                       |

|  | Rubeosaurus ovatus        |
|  |                           |
|  | Styracosaurus albertensis |
|  |                           |

|  | Coronosaurus brinkmani                                                         |
|  |                                                                                |
|  | \| \| Centrosaurus apertus \| \| \| \| \| \| Spinops sternbergorum \| \| \| \| |
|  |                                                                                |
|  | Centrosaurus apertus                                                           |
|  |                                                                                |
|  | Spinops sternbergorum                                                          |
|  |                                                                                |

|  | Centrosaurus apertus  |
|  |                       |
|  | Spinops sternbergorum |
|  |                       |

|  | Pachyrhinosaurus canadensis                                                              |
|  |                                                                                          |
|  | \| \| Pachyrhinosaurus lakustai \| \| \| \| \| \| Pachyrhinosaurus perotorum \| \| \| \| |
|  |                                                                                          |
|  | Pachyrhinosaurus lakustai                                                                |
|  |                                                                                          |
|  | Pachyrhinosaurus perotorum                                                               |
|  |                                                                                          |

|  | Pachyrhinosaurus lakustai  |
|  |                            |
|  | Pachyrhinosaurus perotorum |
|  |                            |

|  | Pachyrhinosaurus canadensis                                                              |
|  |                                                                                          |
|  | \| \| Pachyrhinosaurus lakustai \| \| \| \| \| \| Pachyrhinosaurus perotorum \| \| \| \| |
|  |                                                                                          |
|  | Pachyrhinosaurus lakustai                                                                |
|  |                                                                                          |
|  | Pachyrhinosaurus perotorum                                                               |
|  |                                                                                          |

|  | Pachyrhinosaurus lakustai  |
|  |                            |
|  | Pachyrhinosaurus perotorum |
|  |                            |

|  | Pachyrhinosaurus canadensis                                                              |
|  |                                                                                          |
|  | \| \| Pachyrhinosaurus lakustai \| \| \| \| \| \| Pachyrhinosaurus perotorum \| \| \| \| |
|  |                                                                                          |
|  | Pachyrhinosaurus lakustai                                                                |
|  |                                                                                          |
|  | Pachyrhinosaurus perotorum                                                               |
|  |                                                                                          |

|  | Pachyrhinosaurus lakustai  |
|  |                            |
|  | Pachyrhinosaurus perotorum |
|  |                            |

|  | Pachyrhinosaurus canadensis                                                              |
|  |                                                                                          |
|  | \| \| Pachyrhinosaurus lakustai \| \| \| \| \| \| Pachyrhinosaurus perotorum \| \| \| \| |
|  |                                                                                          |
|  | Pachyrhinosaurus lakustai                                                                |
|  |                                                                                          |
|  | Pachyrhinosaurus perotorum                                                               |
|  |                                                                                          |

|  | Pachyrhinosaurus lakustai  |
|  |                            |
|  | Pachyrhinosaurus perotorum |
|  |                            |

|  | Rubeosaurus ovatus        |
|  |                           |
|  | Styracosaurus albertensis |
|  |                           |

|  | Coronosaurus brinkmani                                                         |
|  |                                                                                |
|  | \| \| Centrosaurus apertus \| \| \| \| \| \| Spinops sternbergorum \| \| \| \| |
|  |                                                                                |
|  | Centrosaurus apertus                                                           |
|  |                                                                                |
|  | Spinops sternbergorum                                                          |
|  |                                                                                |

|  | Centrosaurus apertus  |
|  |                       |
|  | Spinops sternbergorum |
|  |                       |

|  | Rubeosaurus ovatus        |
|  |                           |
|  | Styracosaurus albertensis |
|  |                           |

|  | Coronosaurus brinkmani                                                         |
|  |                                                                                |
|  | \| \| Centrosaurus apertus \| \| \| \| \| \| Spinops sternbergorum \| \| \| \| |
|  |                                                                                |
|  | Centrosaurus apertus                                                           |
|  |                                                                                |
|  | Spinops sternbergorum                                                          |
|  |                                                                                |

|  | Centrosaurus apertus  |
|  |                       |
|  | Spinops sternbergorum |
|  |                       |

|  | Pachyrhinosaurus canadensis                                                              |
|  |                                                                                          |
|  | \| \| Pachyrhinosaurus lakustai \| \| \| \| \| \| Pachyrhinosaurus perotorum \| \| \| \| |
|  |                                                                                          |
|  | Pachyrhinosaurus lakustai                                                                |
|  |                                                                                          |
|  | Pachyrhinosaurus perotorum                                                               |
|  |                                                                                          |

|  | Pachyrhinosaurus lakustai  |
|  |                            |
|  | Pachyrhinosaurus perotorum |
|  |                            |

|  | Pachyrhinosaurus canadensis                                                              |
|  |                                                                                          |
|  | \| \| Pachyrhinosaurus lakustai \| \| \| \| \| \| Pachyrhinosaurus perotorum \| \| \| \| |
|  |                                                                                          |
|  | Pachyrhinosaurus lakustai                                                                |
|  |                                                                                          |
|  | Pachyrhinosaurus perotorum                                                               |
|  |                                                                                          |

|  | Pachyrhinosaurus lakustai  |
|  |                            |
|  | Pachyrhinosaurus perotorum |
|  |                            |

|  | Pachyrhinosaurus canadensis                                                              |
|  |                                                                                          |
|  | \| \| Pachyrhinosaurus lakustai \| \| \| \| \| \| Pachyrhinosaurus perotorum \| \| \| \| |
|  |                                                                                          |
|  | Pachyrhinosaurus lakustai                                                                |
|  |                                                                                          |
|  | Pachyrhinosaurus perotorum                                                               |
|  |                                                                                          |

|  | Pachyrhinosaurus lakustai  |
|  |                            |
|  | Pachyrhinosaurus perotorum |
|  |                            |

|  | Pachyrhinosaurus canadensis                                                              |
|  |                                                                                          |
|  | \| \| Pachyrhinosaurus lakustai \| \| \| \| \| \| Pachyrhinosaurus perotorum \| \| \| \| |
|  |                                                                                          |
|  | Pachyrhinosaurus lakustai                                                                |
|  |                                                                                          |
|  | Pachyrhinosaurus perotorum                                                               |
|  |                                                                                          |

|  | Pachyrhinosaurus lakustai  |
|  |                            |
|  | Pachyrhinosaurus perotorum |
|  |                            |

|  | Sinoceratops zhuchengensis |
|  |                            |
|  | Wendiceratops pinhornensis |
|  |                            |

|  | Rubeosaurus ovatus        |
|  |                           |
|  | Styracosaurus albertensis |
|  |                           |

|  | Coronosaurus brinkmani                                                         |
|  |                                                                                |
|  | \| \| Centrosaurus apertus \| \| \| \| \| \| Spinops sternbergorum \| \| \| \| |
|  |                                                                                |
|  | Centrosaurus apertus                                                           |
|  |                                                                                |
|  | Spinops sternbergorum                                                          |
|  |                                                                                |

|  | Centrosaurus apertus  |
|  |                       |
|  | Spinops sternbergorum |
|  |                       |

|  | Rubeosaurus ovatus        |
|  |                           |
|  | Styracosaurus albertensis |
|  |                           |

|  | Coronosaurus brinkmani                                                         |
|  |                                                                                |
|  | \| \| Centrosaurus apertus \| \| \| \| \| \| Spinops sternbergorum \| \| \| \| |
|  |                                                                                |
|  | Centrosaurus apertus                                                           |
|  |                                                                                |
|  | Spinops sternbergorum                                                          |
|  |                                                                                |

|  | Centrosaurus apertus  |
|  |                       |
|  | Spinops sternbergorum |
|  |                       |

|  | Pachyrhinosaurus canadensis                                                              |
|  |                                                                                          |
|  | \| \| Pachyrhinosaurus lakustai \| \| \| \| \| \| Pachyrhinosaurus perotorum \| \| \| \| |
|  |                                                                                          |
|  | Pachyrhinosaurus lakustai                                                                |
|  |                                                                                          |
|  | Pachyrhinosaurus perotorum                                                               |
|  |                                                                                          |

|  | Pachyrhinosaurus lakustai  |
|  |                            |
|  | Pachyrhinosaurus perotorum |
|  |                            |

|  | Pachyrhinosaurus canadensis                                                              |
|  |                                                                                          |
|  | \| \| Pachyrhinosaurus lakustai \| \| \| \| \| \| Pachyrhinosaurus perotorum \| \| \| \| |
|  |                                                                                          |
|  | Pachyrhinosaurus lakustai                                                                |
|  |                                                                                          |
|  | Pachyrhinosaurus perotorum                                                               |
|  |                                                                                          |

|  | Pachyrhinosaurus lakustai  |
|  |                            |
|  | Pachyrhinosaurus perotorum |
|  |                            |

|  | Pachyrhinosaurus canadensis                                                              |
|  |                                                                                          |
|  | \| \| Pachyrhinosaurus lakustai \| \| \| \| \| \| Pachyrhinosaurus perotorum \| \| \| \| |
|  |                                                                                          |
|  | Pachyrhinosaurus lakustai                                                                |
|  |                                                                                          |
|  | Pachyrhinosaurus perotorum                                                               |
|  |                                                                                          |

|  | Pachyrhinosaurus lakustai  |
|  |                            |
|  | Pachyrhinosaurus perotorum |
|  |                            |

|  | Pachyrhinosaurus canadensis                                                              |
|  |                                                                                          |
|  | \| \| Pachyrhinosaurus lakustai \| \| \| \| \| \| Pachyrhinosaurus perotorum \| \| \| \| |
|  |                                                                                          |
|  | Pachyrhinosaurus lakustai                                                                |
|  |                                                                                          |
|  | Pachyrhinosaurus perotorum                                                               |
|  |                                                                                          |

|  | Pachyrhinosaurus lakustai  |
|  |                            |
|  | Pachyrhinosaurus perotorum |
|  |                            |

|  | Rubeosaurus ovatus        |
|  |                           |
|  | Styracosaurus albertensis |
|  |                           |

|  | Coronosaurus brinkmani                                                         |
|  |                                                                                |
|  | \| \| Centrosaurus apertus \| \| \| \| \| \| Spinops sternbergorum \| \| \| \| |
|  |                                                                                |
|  | Centrosaurus apertus                                                           |
|  |                                                                                |
|  | Spinops sternbergorum                                                          |
|  |                                                                                |

|  | Centrosaurus apertus  |
|  |                       |
|  | Spinops sternbergorum |
|  |                       |

|  | Rubeosaurus ovatus        |
|  |                           |
|  | Styracosaurus albertensis |
|  |                           |

|  | Coronosaurus brinkmani                                                         |
|  |                                                                                |
|  | \| \| Centrosaurus apertus \| \| \| \| \| \| Spinops sternbergorum \| \| \| \| |
|  |                                                                                |
|  | Centrosaurus apertus                                                           |
|  |                                                                                |
|  | Spinops sternbergorum                                                          |
|  |                                                                                |

|  | Centrosaurus apertus  |
|  |                       |
|  | Spinops sternbergorum |
|  |                       |

|  | Pachyrhinosaurus canadensis                                                              |
|  |                                                                                          |
|  | \| \| Pachyrhinosaurus lakustai \| \| \| \| \| \| Pachyrhinosaurus perotorum \| \| \| \| |
|  |                                                                                          |
|  | Pachyrhinosaurus lakustai                                                                |
|  |                                                                                          |
|  | Pachyrhinosaurus perotorum                                                               |
|  |                                                                                          |

|  | Pachyrhinosaurus lakustai  |
|  |                            |
|  | Pachyrhinosaurus perotorum |
|  |                            |

|  | Pachyrhinosaurus canadensis                                                              |
|  |                                                                                          |
|  | \| \| Pachyrhinosaurus lakustai \| \| \| \| \| \| Pachyrhinosaurus perotorum \| \| \| \| |
|  |                                                                                          |
|  | Pachyrhinosaurus lakustai                                                                |
|  |                                                                                          |
|  | Pachyrhinosaurus perotorum                                                               |
|  |                                                                                          |

|  | Pachyrhinosaurus lakustai  |
|  |                            |
|  | Pachyrhinosaurus perotorum |
|  |                            |

|  | Pachyrhinosaurus canadensis                                                              |
|  |                                                                                          |
|  | \| \| Pachyrhinosaurus lakustai \| \| \| \| \| \| Pachyrhinosaurus perotorum \| \| \| \| |
|  |                                                                                          |
|  | Pachyrhinosaurus lakustai                                                                |
|  |                                                                                          |
|  | Pachyrhinosaurus perotorum                                                               |
|  |                                                                                          |

|  | Pachyrhinosaurus lakustai  |
|  |                            |
|  | Pachyrhinosaurus perotorum |
|  |                            |

|  | Pachyrhinosaurus canadensis                                                              |
|  |                                                                                          |
|  | \| \| Pachyrhinosaurus lakustai \| \| \| \| \| \| Pachyrhinosaurus perotorum \| \| \| \| |
|  |                                                                                          |
|  | Pachyrhinosaurus lakustai                                                                |
|  |                                                                                          |
|  | Pachyrhinosaurus perotorum                                                               |
|  |                                                                                          |

|  | Pachyrhinosaurus lakustai  |
|  |                            |
|  | Pachyrhinosaurus perotorum |
|  |                            |

|  | Sinoceratops zhuchengensis |
|  |                            |
|  | Wendiceratops pinhornensis |
|  |                            |

|  | Rubeosaurus ovatus        |
|  |                           |
|  | Styracosaurus albertensis |
|  |                           |

|  | Coronosaurus brinkmani                                                         |
|  |                                                                                |
|  | \| \| Centrosaurus apertus \| \| \| \| \| \| Spinops sternbergorum \| \| \| \| |
|  |                                                                                |
|  | Centrosaurus apertus                                                           |
|  |                                                                                |
|  | Spinops sternbergorum                                                          |
|  |                                                                                |

|  | Centrosaurus apertus  |
|  |                       |
|  | Spinops sternbergorum |
|  |                       |

|  | Rubeosaurus ovatus        |
|  |                           |
|  | Styracosaurus albertensis |
|  |                           |

|  | Coronosaurus brinkmani                                                         |
|  |                                                                                |
|  | \| \| Centrosaurus apertus \| \| \| \| \| \| Spinops sternbergorum \| \| \| \| |
|  |                                                                                |
|  | Centrosaurus apertus                                                           |
|  |                                                                                |
|  | Spinops sternbergorum                                                          |
|  |                                                                                |

|  | Centrosaurus apertus  |
|  |                       |
|  | Spinops sternbergorum |
|  |                       |

|  | Pachyrhinosaurus canadensis                                                              |
|  |                                                                                          |
|  | \| \| Pachyrhinosaurus lakustai \| \| \| \| \| \| Pachyrhinosaurus perotorum \| \| \| \| |
|  |                                                                                          |
|  | Pachyrhinosaurus lakustai                                                                |
|  |                                                                                          |
|  | Pachyrhinosaurus perotorum                                                               |
|  |                                                                                          |

|  | Pachyrhinosaurus lakustai  |
|  |                            |
|  | Pachyrhinosaurus perotorum |
|  |                            |

|  | Pachyrhinosaurus canadensis                                                              |
|  |                                                                                          |
|  | \| \| Pachyrhinosaurus lakustai \| \| \| \| \| \| Pachyrhinosaurus perotorum \| \| \| \| |
|  |                                                                                          |
|  | Pachyrhinosaurus lakustai                                                                |
|  |                                                                                          |
|  | Pachyrhinosaurus perotorum                                                               |
|  |                                                                                          |

|  | Pachyrhinosaurus lakustai  |
|  |                            |
|  | Pachyrhinosaurus perotorum |
|  |                            |

|  | Pachyrhinosaurus canadensis                                                              |
|  |                                                                                          |
|  | \| \| Pachyrhinosaurus lakustai \| \| \| \| \| \| Pachyrhinosaurus perotorum \| \| \| \| |
|  |                                                                                          |
|  | Pachyrhinosaurus lakustai                                                                |
|  |                                                                                          |
|  | Pachyrhinosaurus perotorum                                                               |
|  |                                                                                          |

|  | Pachyrhinosaurus lakustai  |
|  |                            |
|  | Pachyrhinosaurus perotorum |
|  |                            |

|  | Pachyrhinosaurus canadensis                                                              |
|  |                                                                                          |
|  | \| \| Pachyrhinosaurus lakustai \| \| \| \| \| \| Pachyrhinosaurus perotorum \| \| \| \| |
|  |                                                                                          |
|  | Pachyrhinosaurus lakustai                                                                |
|  |                                                                                          |
|  | Pachyrhinosaurus perotorum                                                               |
|  |                                                                                          |

|  | Pachyrhinosaurus lakustai  |
|  |                            |
|  | Pachyrhinosaurus perotorum |
|  |                            |

|  | Rubeosaurus ovatus        |
|  |                           |
|  | Styracosaurus albertensis |
|  |                           |

|  | Coronosaurus brinkmani                                                         |
|  |                                                                                |
|  | \| \| Centrosaurus apertus \| \| \| \| \| \| Spinops sternbergorum \| \| \| \| |
|  |                                                                                |
|  | Centrosaurus apertus                                                           |
|  |                                                                                |
|  | Spinops sternbergorum                                                          |
|  |                                                                                |

|  | Centrosaurus apertus  |
|  |                       |
|  | Spinops sternbergorum |
|  |                       |

|  | Rubeosaurus ovatus        |
|  |                           |
|  | Styracosaurus albertensis |
|  |                           |

|  | Coronosaurus brinkmani                                                         |
|  |                                                                                |
|  | \| \| Centrosaurus apertus \| \| \| \| \| \| Spinops sternbergorum \| \| \| \| |
|  |                                                                                |
|  | Centrosaurus apertus                                                           |
|  |                                                                                |
|  | Spinops sternbergorum                                                          |
|  |                                                                                |

|  | Centrosaurus apertus  |
|  |                       |
|  | Spinops sternbergorum |
|  |                       |

|  | Pachyrhinosaurus canadensis                                                              |
|  |                                                                                          |
|  | \| \| Pachyrhinosaurus lakustai \| \| \| \| \| \| Pachyrhinosaurus perotorum \| \| \| \| |
|  |                                                                                          |
|  | Pachyrhinosaurus lakustai                                                                |
|  |                                                                                          |
|  | Pachyrhinosaurus perotorum                                                               |
|  |                                                                                          |

|  | Pachyrhinosaurus lakustai  |
|  |                            |
|  | Pachyrhinosaurus perotorum |
|  |                            |

|  | Pachyrhinosaurus canadensis                                                              |
|  |                                                                                          |
|  | \| \| Pachyrhinosaurus lakustai \| \| \| \| \| \| Pachyrhinosaurus perotorum \| \| \| \| |
|  |                                                                                          |
|  | Pachyrhinosaurus lakustai                                                                |
|  |                                                                                          |
|  | Pachyrhinosaurus perotorum                                                               |
|  |                                                                                          |

|  | Pachyrhinosaurus lakustai  |
|  |                            |
|  | Pachyrhinosaurus perotorum |
|  |                            |

|  | Pachyrhinosaurus canadensis                                                              |
|  |                                                                                          |
|  | \| \| Pachyrhinosaurus lakustai \| \| \| \| \| \| Pachyrhinosaurus perotorum \| \| \| \| |
|  |                                                                                          |
|  | Pachyrhinosaurus lakustai                                                                |
|  |                                                                                          |
|  | Pachyrhinosaurus perotorum                                                               |
|  |                                                                                          |

|  | Pachyrhinosaurus lakustai  |
|  |                            |
|  | Pachyrhinosaurus perotorum |
|  |                            |

|  | Pachyrhinosaurus canadensis                                                              |
|  |                                                                                          |
|  | \| \| Pachyrhinosaurus lakustai \| \| \| \| \| \| Pachyrhinosaurus perotorum \| \| \| \| |
|  |                                                                                          |
|  | Pachyrhinosaurus lakustai                                                                |
|  |                                                                                          |
|  | Pachyrhinosaurus perotorum                                                               |
|  |                                                                                          |

|  | Pachyrhinosaurus lakustai  |
|  |                            |
|  | Pachyrhinosaurus perotorum |
|  |                            |

|  | Diabloceratops eatoni    |
|  |                          |
|  | Machairoceratops cronusi |
|  |                          |

|  | Avaceratops lammersi (ANSP 15800) |
|  |                                   |
|  | MOR 692                           |
|  |                                   |
|  | CMN 8804                          |
|  |                                   |
|  | Nasutoceratops titusi             |
|  |                                   |
|  | Nuovo taxon di Malta              |
|  |                                   |

|  | Sinoceratops zhuchengensis |
|  |                            |
|  | Wendiceratops pinhornensis |
|  |                            |

|  | Rubeosaurus ovatus        |
|  |                           |
|  | Styracosaurus albertensis |
|  |                           |

|  | Coronosaurus brinkmani                                                         |
|  |                                                                                |
|  | \| \| Centrosaurus apertus \| \| \| \| \| \| Spinops sternbergorum \| \| \| \| |
|  |                                                                                |
|  | Centrosaurus apertus                                                           |
|  |                                                                                |
|  | Spinops sternbergorum                                                          |
|  |                                                                                |

|  | Centrosaurus apertus  |
|  |                       |
|  | Spinops sternbergorum |
|  |                       |

|  | Rubeosaurus ovatus        |
|  |                           |
|  | Styracosaurus albertensis |
|  |                           |

|  | Coronosaurus brinkmani                                                         |
|  |                                                                                |
|  | \| \| Centrosaurus apertus \| \| \| \| \| \| Spinops sternbergorum \| \| \| \| |
|  |                                                                                |
|  | Centrosaurus apertus                                                           |
|  |                                                                                |
|  | Spinops sternbergorum                                                          |
|  |                                                                                |

|  | Centrosaurus apertus  |
|  |                       |
|  | Spinops sternbergorum |
|  |                       |

|  | Pachyrhinosaurus canadensis                                                              |
|  |                                                                                          |
|  | \| \| Pachyrhinosaurus lakustai \| \| \| \| \| \| Pachyrhinosaurus perotorum \| \| \| \| |
|  |                                                                                          |
|  | Pachyrhinosaurus lakustai                                                                |
|  |                                                                                          |
|  | Pachyrhinosaurus perotorum                                                               |
|  |                                                                                          |

|  | Pachyrhinosaurus lakustai  |
|  |                            |
|  | Pachyrhinosaurus perotorum |
|  |                            |

|  | Pachyrhinosaurus canadensis                                                              |
|  |                                                                                          |
|  | \| \| Pachyrhinosaurus lakustai \| \| \| \| \| \| Pachyrhinosaurus perotorum \| \| \| \| |
|  |                                                                                          |
|  | Pachyrhinosaurus lakustai                                                                |
|  |                                                                                          |
|  | Pachyrhinosaurus perotorum                                                               |
|  |                                                                                          |

|  | Pachyrhinosaurus lakustai  |
|  |                            |
|  | Pachyrhinosaurus perotorum |
|  |                            |

|  | Pachyrhinosaurus canadensis                                                              |
|  |                                                                                          |
|  | \| \| Pachyrhinosaurus lakustai \| \| \| \| \| \| Pachyrhinosaurus perotorum \| \| \| \| |
|  |                                                                                          |
|  | Pachyrhinosaurus lakustai                                                                |
|  |                                                                                          |
|  | Pachyrhinosaurus perotorum                                                               |
|  |                                                                                          |

|  | Pachyrhinosaurus lakustai  |
|  |                            |
|  | Pachyrhinosaurus perotorum |
|  |                            |

|  | Pachyrhinosaurus canadensis                                                              |
|  |                                                                                          |
|  | \| \| Pachyrhinosaurus lakustai \| \| \| \| \| \| Pachyrhinosaurus perotorum \| \| \| \| |
|  |                                                                                          |
|  | Pachyrhinosaurus lakustai                                                                |
|  |                                                                                          |
|  | Pachyrhinosaurus perotorum                                                               |
|  |                                                                                          |

|  | Pachyrhinosaurus lakustai  |
|  |                            |
|  | Pachyrhinosaurus perotorum |
|  |                            |

|  | Rubeosaurus ovatus        |
|  |                           |
|  | Styracosaurus albertensis |
|  |                           |

|  | Coronosaurus brinkmani                                                         |
|  |                                                                                |
|  | \| \| Centrosaurus apertus \| \| \| \| \| \| Spinops sternbergorum \| \| \| \| |
|  |                                                                                |
|  | Centrosaurus apertus                                                           |
|  |                                                                                |
|  | Spinops sternbergorum                                                          |
|  |                                                                                |

|  | Centrosaurus apertus  |
|  |                       |
|  | Spinops sternbergorum |
|  |                       |

|  | Rubeosaurus ovatus        |
|  |                           |
|  | Styracosaurus albertensis |
|  |                           |

|  | Coronosaurus brinkmani                                                         |
|  |                                                                                |
|  | \| \| Centrosaurus apertus \| \| \| \| \| \| Spinops sternbergorum \| \| \| \| |
|  |                                                                                |
|  | Centrosaurus apertus                                                           |
|  |                                                                                |
|  | Spinops sternbergorum                                                          |
|  |                                                                                |

|  | Centrosaurus apertus  |
|  |                       |
|  | Spinops sternbergorum |
|  |                       |

|  | Pachyrhinosaurus canadensis                                                              |
|  |                                                                                          |
|  | \| \| Pachyrhinosaurus lakustai \| \| \| \| \| \| Pachyrhinosaurus perotorum \| \| \| \| |
|  |                                                                                          |
|  | Pachyrhinosaurus lakustai                                                                |
|  |                                                                                          |
|  | Pachyrhinosaurus perotorum                                                               |
|  |                                                                                          |

|  | Pachyrhinosaurus lakustai  |
|  |                            |
|  | Pachyrhinosaurus perotorum |
|  |                            |

|  | Pachyrhinosaurus canadensis                                                              |
|  |                                                                                          |
|  | \| \| Pachyrhinosaurus lakustai \| \| \| \| \| \| Pachyrhinosaurus perotorum \| \| \| \| |
|  |                                                                                          |
|  | Pachyrhinosaurus lakustai                                                                |
|  |                                                                                          |
|  | Pachyrhinosaurus perotorum                                                               |
|  |                                                                                          |

|  | Pachyrhinosaurus lakustai  |
|  |                            |
|  | Pachyrhinosaurus perotorum |
|  |                            |

|  | Pachyrhinosaurus canadensis                                                              |
|  |                                                                                          |
|  | \| \| Pachyrhinosaurus lakustai \| \| \| \| \| \| Pachyrhinosaurus perotorum \| \| \| \| |
|  |                                                                                          |
|  | Pachyrhinosaurus lakustai                                                                |
|  |                                                                                          |
|  | Pachyrhinosaurus perotorum                                                               |
|  |                                                                                          |

|  | Pachyrhinosaurus lakustai  |
|  |                            |
|  | Pachyrhinosaurus perotorum |
|  |                            |

|  | Pachyrhinosaurus canadensis                                                              |
|  |                                                                                          |
|  | \| \| Pachyrhinosaurus lakustai \| \| \| \| \| \| Pachyrhinosaurus perotorum \| \| \| \| |
|  |                                                                                          |
|  | Pachyrhinosaurus lakustai                                                                |
|  |                                                                                          |
|  | Pachyrhinosaurus perotorum                                                               |
|  |                                                                                          |

|  | Pachyrhinosaurus lakustai  |
|  |                            |
|  | Pachyrhinosaurus perotorum |
|  |                            |

|  | Sinoceratops zhuchengensis |
|  |                            |
|  | Wendiceratops pinhornensis |
|  |                            |

|  | Rubeosaurus ovatus        |
|  |                           |
|  | Styracosaurus albertensis |
|  |                           |

|  | Coronosaurus brinkmani                                                         |
|  |                                                                                |
|  | \| \| Centrosaurus apertus \| \| \| \| \| \| Spinops sternbergorum \| \| \| \| |
|  |                                                                                |
|  | Centrosaurus apertus                                                           |
|  |                                                                                |
|  | Spinops sternbergorum                                                          |
|  |                                                                                |

|  | Centrosaurus apertus  |
|  |                       |
|  | Spinops sternbergorum |
|  |                       |

|  | Rubeosaurus ovatus        |
|  |                           |
|  | Styracosaurus albertensis |
|  |                           |

|  | Coronosaurus brinkmani                                                         |
|  |                                                                                |
|  | \| \| Centrosaurus apertus \| \| \| \| \| \| Spinops sternbergorum \| \| \| \| |
|  |                                                                                |
|  | Centrosaurus apertus                                                           |
|  |                                                                                |
|  | Spinops sternbergorum                                                          |
|  |                                                                                |

|  | Centrosaurus apertus  |
|  |                       |
|  | Spinops sternbergorum |
|  |                       |

|  | Pachyrhinosaurus canadensis                                                              |
|  |                                                                                          |
|  | \| \| Pachyrhinosaurus lakustai \| \| \| \| \| \| Pachyrhinosaurus perotorum \| \| \| \| |
|  |                                                                                          |
|  | Pachyrhinosaurus lakustai                                                                |
|  |                                                                                          |
|  | Pachyrhinosaurus perotorum                                                               |
|  |                                                                                          |

|  | Pachyrhinosaurus lakustai  |
|  |                            |
|  | Pachyrhinosaurus perotorum |
|  |                            |

|  | Pachyrhinosaurus canadensis                                                              |
|  |                                                                                          |
|  | \| \| Pachyrhinosaurus lakustai \| \| \| \| \| \| Pachyrhinosaurus perotorum \| \| \| \| |
|  |                                                                                          |
|  | Pachyrhinosaurus lakustai                                                                |
|  |                                                                                          |
|  | Pachyrhinosaurus perotorum                                                               |
|  |                                                                                          |

|  | Pachyrhinosaurus lakustai  |
|  |                            |
|  | Pachyrhinosaurus perotorum |
|  |                            |

|  | Pachyrhinosaurus canadensis                                                              |
|  |                                                                                          |
|  | \| \| Pachyrhinosaurus lakustai \| \| \| \| \| \| Pachyrhinosaurus perotorum \| \| \| \| |
|  |                                                                                          |
|  | Pachyrhinosaurus lakustai                                                                |
|  |                                                                                          |
|  | Pachyrhinosaurus perotorum                                                               |
|  |                                                                                          |

|  | Pachyrhinosaurus lakustai  |
|  |                            |
|  | Pachyrhinosaurus perotorum |
|  |                            |

|  | Pachyrhinosaurus canadensis                                                              |
|  |                                                                                          |
|  | \| \| Pachyrhinosaurus lakustai \| \| \| \| \| \| Pachyrhinosaurus perotorum \| \| \| \| |
|  |                                                                                          |
|  | Pachyrhinosaurus lakustai                                                                |
|  |                                                                                          |
|  | Pachyrhinosaurus perotorum                                                               |
|  |                                                                                          |

|  | Pachyrhinosaurus lakustai  |
|  |                            |
|  | Pachyrhinosaurus perotorum |
|  |                            |

|  | Rubeosaurus ovatus        |
|  |                           |
|  | Styracosaurus albertensis |
|  |                           |

|  | Coronosaurus brinkmani                                                         |
|  |                                                                                |
|  | \| \| Centrosaurus apertus \| \| \| \| \| \| Spinops sternbergorum \| \| \| \| |
|  |                                                                                |
|  | Centrosaurus apertus                                                           |
|  |                                                                                |
|  | Spinops sternbergorum                                                          |
|  |                                                                                |

|  | Centrosaurus apertus  |
|  |                       |
|  | Spinops sternbergorum |
|  |                       |

|  | Rubeosaurus ovatus        |
|  |                           |
|  | Styracosaurus albertensis |
|  |                           |

|  | Coronosaurus brinkmani                                                         |
|  |                                                                                |
|  | \| \| Centrosaurus apertus \| \| \| \| \| \| Spinops sternbergorum \| \| \| \| |
|  |                                                                                |
|  | Centrosaurus apertus                                                           |
|  |                                                                                |
|  | Spinops sternbergorum                                                          |
|  |                                                                                |

|  | Centrosaurus apertus  |
|  |                       |
|  | Spinops sternbergorum |
|  |                       |

|  | Pachyrhinosaurus canadensis                                                              |
|  |                                                                                          |
|  | \| \| Pachyrhinosaurus lakustai \| \| \| \| \| \| Pachyrhinosaurus perotorum \| \| \| \| |
|  |                                                                                          |
|  | Pachyrhinosaurus lakustai                                                                |
|  |                                                                                          |
|  | Pachyrhinosaurus perotorum                                                               |
|  |                                                                                          |

|  | Pachyrhinosaurus lakustai  |
|  |                            |
|  | Pachyrhinosaurus perotorum |
|  |                            |

|  | Pachyrhinosaurus canadensis                                                              |
|  |                                                                                          |
|  | \| \| Pachyrhinosaurus lakustai \| \| \| \| \| \| Pachyrhinosaurus perotorum \| \| \| \| |
|  |                                                                                          |
|  | Pachyrhinosaurus lakustai                                                                |
|  |                                                                                          |
|  | Pachyrhinosaurus perotorum                                                               |
|  |                                                                                          |

|  | Pachyrhinosaurus lakustai  |
|  |                            |
|  | Pachyrhinosaurus perotorum |
|  |                            |

|  | Pachyrhinosaurus canadensis                                                              |
|  |                                                                                          |
|  | \| \| Pachyrhinosaurus lakustai \| \| \| \| \| \| Pachyrhinosaurus perotorum \| \| \| \| |
|  |                                                                                          |
|  | Pachyrhinosaurus lakustai                                                                |
|  |                                                                                          |
|  | Pachyrhinosaurus perotorum                                                               |
|  |                                                                                          |

|  | Pachyrhinosaurus lakustai  |
|  |                            |
|  | Pachyrhinosaurus perotorum |
|  |                            |

|  | Pachyrhinosaurus canadensis                                                              |
|  |                                                                                          |
|  | \| \| Pachyrhinosaurus lakustai \| \| \| \| \| \| Pachyrhinosaurus perotorum \| \| \| \| |
|  |                                                                                          |
|  | Pachyrhinosaurus lakustai                                                                |
|  |                                                                                          |
|  | Pachyrhinosaurus perotorum                                                               |
|  |                                                                                          |

|  | Pachyrhinosaurus lakustai  |
|  |                            |
|  | Pachyrhinosaurus perotorum |
|  |                            |

|  | Sinoceratops zhuchengensis |
|  |                            |
|  | Wendiceratops pinhornensis |
|  |                            |

|  | Rubeosaurus ovatus        |
|  |                           |
|  | Styracosaurus albertensis |
|  |                           |

|  | Coronosaurus brinkmani                                                         |
|  |                                                                                |
|  | \| \| Centrosaurus apertus \| \| \| \| \| \| Spinops sternbergorum \| \| \| \| |
|  |                                                                                |
|  | Centrosaurus apertus                                                           |
|  |                                                                                |
|  | Spinops sternbergorum                                                          |
|  |                                                                                |

|  | Centrosaurus apertus  |
|  |                       |
|  | Spinops sternbergorum |
|  |                       |

|  | Rubeosaurus ovatus        |
|  |                           |
|  | Styracosaurus albertensis |
|  |                           |

|  | Coronosaurus brinkmani                                                         |
|  |                                                                                |
|  | \| \| Centrosaurus apertus \| \| \| \| \| \| Spinops sternbergorum \| \| \| \| |
|  |                                                                                |
|  | Centrosaurus apertus                                                           |
|  |                                                                                |
|  | Spinops sternbergorum                                                          |
|  |                                                                                |

|  | Centrosaurus apertus  |
|  |                       |
|  | Spinops sternbergorum |
|  |                       |

|  | Pachyrhinosaurus canadensis                                                              |
|  |                                                                                          |
|  | \| \| Pachyrhinosaurus lakustai \| \| \| \| \| \| Pachyrhinosaurus perotorum \| \| \| \| |
|  |                                                                                          |
|  | Pachyrhinosaurus lakustai                                                                |
|  |                                                                                          |
|  | Pachyrhinosaurus perotorum                                                               |
|  |                                                                                          |

|  | Pachyrhinosaurus lakustai  |
|  |                            |
|  | Pachyrhinosaurus perotorum |
|  |                            |

|  | Pachyrhinosaurus canadensis                                                              |
|  |                                                                                          |
|  | \| \| Pachyrhinosaurus lakustai \| \| \| \| \| \| Pachyrhinosaurus perotorum \| \| \| \| |
|  |                                                                                          |
|  | Pachyrhinosaurus lakustai                                                                |
|  |                                                                                          |
|  | Pachyrhinosaurus perotorum                                                               |
|  |                                                                                          |

|  | Pachyrhinosaurus lakustai  |
|  |                            |
|  | Pachyrhinosaurus perotorum |
|  |                            |

|  | Pachyrhinosaurus canadensis                                                              |
|  |                                                                                          |
|  | \| \| Pachyrhinosaurus lakustai \| \| \| \| \| \| Pachyrhinosaurus perotorum \| \| \| \| |
|  |                                                                                          |
|  | Pachyrhinosaurus lakustai                                                                |
|  |                                                                                          |
|  | Pachyrhinosaurus perotorum                                                               |
|  |                                                                                          |

|  | Pachyrhinosaurus lakustai  |
|  |                            |
|  | Pachyrhinosaurus perotorum |
|  |                            |

|  | Pachyrhinosaurus canadensis                                                              |
|  |                                                                                          |
|  | \| \| Pachyrhinosaurus lakustai \| \| \| \| \| \| Pachyrhinosaurus perotorum \| \| \| \| |
|  |                                                                                          |
|  | Pachyrhinosaurus lakustai                                                                |
|  |                                                                                          |
|  | Pachyrhinosaurus perotorum                                                               |
|  |                                                                                          |

|  | Pachyrhinosaurus lakustai  |
|  |                            |
|  | Pachyrhinosaurus perotorum |
|  |                            |

|  | Rubeosaurus ovatus        |
|  |                           |
|  | Styracosaurus albertensis |
|  |                           |

|  | Coronosaurus brinkmani                                                         |
|  |                                                                                |
|  | \| \| Centrosaurus apertus \| \| \| \| \| \| Spinops sternbergorum \| \| \| \| |
|  |                                                                                |
|  | Centrosaurus apertus                                                           |
|  |                                                                                |
|  | Spinops sternbergorum                                                          |
|  |                                                                                |

|  | Centrosaurus apertus  |
|  |                       |
|  | Spinops sternbergorum |
|  |                       |

|  | Rubeosaurus ovatus        |
|  |                           |
|  | Styracosaurus albertensis |
|  |                           |

|  | Coronosaurus brinkmani                                                         |
|  |                                                                                |
|  | \| \| Centrosaurus apertus \| \| \| \| \| \| Spinops sternbergorum \| \| \| \| |
|  |                                                                                |
|  | Centrosaurus apertus                                                           |
|  |                                                                                |
|  | Spinops sternbergorum                                                          |
|  |                                                                                |

|  | Centrosaurus apertus  |
|  |                       |
|  | Spinops sternbergorum |
|  |                       |

|  | Pachyrhinosaurus canadensis                                                              |
|  |                                                                                          |
|  | \| \| Pachyrhinosaurus lakustai \| \| \| \| \| \| Pachyrhinosaurus perotorum \| \| \| \| |
|  |                                                                                          |
|  | Pachyrhinosaurus lakustai                                                                |
|  |                                                                                          |
|  | Pachyrhinosaurus perotorum                                                               |
|  |                                                                                          |

|  | Pachyrhinosaurus lakustai  |
|  |                            |
|  | Pachyrhinosaurus perotorum |
|  |                            |

|  | Pachyrhinosaurus canadensis                                                              |
|  |                                                                                          |
|  | \| \| Pachyrhinosaurus lakustai \| \| \| \| \| \| Pachyrhinosaurus perotorum \| \| \| \| |
|  |                                                                                          |
|  | Pachyrhinosaurus lakustai                                                                |
|  |                                                                                          |
|  | Pachyrhinosaurus perotorum                                                               |
|  |                                                                                          |

|  | Pachyrhinosaurus lakustai  |
|  |                            |
|  | Pachyrhinosaurus perotorum |
|  |                            |

|  | Pachyrhinosaurus canadensis                                                              |
|  |                                                                                          |
|  | \| \| Pachyrhinosaurus lakustai \| \| \| \| \| \| Pachyrhinosaurus perotorum \| \| \| \| |
|  |                                                                                          |
|  | Pachyrhinosaurus lakustai                                                                |
|  |                                                                                          |
|  | Pachyrhinosaurus perotorum                                                               |
|  |                                                                                          |

|  | Pachyrhinosaurus lakustai  |
|  |                            |
|  | Pachyrhinosaurus perotorum |
|  |                            |

|  | Pachyrhinosaurus canadensis                                                              |
|  |                                                                                          |
|  | \| \| Pachyrhinosaurus lakustai \| \| \| \| \| \| Pachyrhinosaurus perotorum \| \| \| \| |
|  |                                                                                          |
|  | Pachyrhinosaurus lakustai                                                                |
|  |                                                                                          |
|  | Pachyrhinosaurus perotorum                                                               |
|  |                                                                                          |

|  | Pachyrhinosaurus lakustai  |
|  |                            |
|  | Pachyrhinosaurus perotorum |
|  |                            |

|  | Sinoceratops zhuchengensis |
|  |                            |
|  | Wendiceratops pinhornensis |
|  |                            |

|  | Rubeosaurus ovatus        |
|  |                           |
|  | Styracosaurus albertensis |
|  |                           |

|  | Coronosaurus brinkmani                                                         |
|  |                                                                                |
|  | \| \| Centrosaurus apertus \| \| \| \| \| \| Spinops sternbergorum \| \| \| \| |
|  |                                                                                |
|  | Centrosaurus apertus                                                           |
|  |                                                                                |
|  | Spinops sternbergorum                                                          |
|  |                                                                                |

|  | Centrosaurus apertus  |
|  |                       |
|  | Spinops sternbergorum |
|  |                       |

|  | Rubeosaurus ovatus        |
|  |                           |
|  | Styracosaurus albertensis |
|  |                           |

|  | Coronosaurus brinkmani                                                         |
|  |                                                                                |
|  | \| \| Centrosaurus apertus \| \| \| \| \| \| Spinops sternbergorum \| \| \| \| |
|  |                                                                                |
|  | Centrosaurus apertus                                                           |
|  |                                                                                |
|  | Spinops sternbergorum                                                          |
|  |                                                                                |

|  | Centrosaurus apertus  |
|  |                       |
|  | Spinops sternbergorum |
|  |                       |

|  | Pachyrhinosaurus canadensis                                                              |
|  |                                                                                          |
|  | \| \| Pachyrhinosaurus lakustai \| \| \| \| \| \| Pachyrhinosaurus perotorum \| \| \| \| |
|  |                                                                                          |
|  | Pachyrhinosaurus lakustai                                                                |
|  |                                                                                          |
|  | Pachyrhinosaurus perotorum                                                               |
|  |                                                                                          |

|  | Pachyrhinosaurus lakustai  |
|  |                            |
|  | Pachyrhinosaurus perotorum |
|  |                            |

|  | Pachyrhinosaurus canadensis                                                              |
|  |                                                                                          |
|  | \| \| Pachyrhinosaurus lakustai \| \| \| \| \| \| Pachyrhinosaurus perotorum \| \| \| \| |
|  |                                                                                          |
|  | Pachyrhinosaurus lakustai                                                                |
|  |                                                                                          |
|  | Pachyrhinosaurus perotorum                                                               |
|  |                                                                                          |

|  | Pachyrhinosaurus lakustai  |
|  |                            |
|  | Pachyrhinosaurus perotorum |
|  |                            |

|  | Pachyrhinosaurus canadensis                                                              |
|  |                                                                                          |
|  | \| \| Pachyrhinosaurus lakustai \| \| \| \| \| \| Pachyrhinosaurus perotorum \| \| \| \| |
|  |                                                                                          |
|  | Pachyrhinosaurus lakustai                                                                |
|  |                                                                                          |
|  | Pachyrhinosaurus perotorum                                                               |
|  |                                                                                          |

|  | Pachyrhinosaurus lakustai  |
|  |                            |
|  | Pachyrhinosaurus perotorum |
|  |                            |

|  | Pachyrhinosaurus canadensis                                                              |
|  |                                                                                          |
|  | \| \| Pachyrhinosaurus lakustai \| \| \| \| \| \| Pachyrhinosaurus perotorum \| \| \| \| |
|  |                                                                                          |
|  | Pachyrhinosaurus lakustai                                                                |
|  |                                                                                          |
|  | Pachyrhinosaurus perotorum                                                               |
|  |                                                                                          |

|  | Pachyrhinosaurus lakustai  |
|  |                            |
|  | Pachyrhinosaurus perotorum |
|  |                            |

|  | Rubeosaurus ovatus        |
|  |                           |
|  | Styracosaurus albertensis |
|  |                           |

|  | Coronosaurus brinkmani                                                         |
|  |                                                                                |
|  | \| \| Centrosaurus apertus \| \| \| \| \| \| Spinops sternbergorum \| \| \| \| |
|  |                                                                                |
|  | Centrosaurus apertus                                                           |
|  |                                                                                |
|  | Spinops sternbergorum                                                          |
|  |                                                                                |

|  | Centrosaurus apertus  |
|  |                       |
|  | Spinops sternbergorum |
|  |                       |

|  | Rubeosaurus ovatus        |
|  |                           |
|  | Styracosaurus albertensis |
|  |                           |

|  | Coronosaurus brinkmani                                                         |
|  |                                                                                |
|  | \| \| Centrosaurus apertus \| \| \| \| \| \| Spinops sternbergorum \| \| \| \| |
|  |                                                                                |
|  | Centrosaurus apertus                                                           |
|  |                                                                                |
|  | Spinops sternbergorum                                                          |
|  |                                                                                |

|  | Centrosaurus apertus  |
|  |                       |
|  | Spinops sternbergorum |
|  |                       |

|  | Pachyrhinosaurus canadensis                                                              |
|  |                                                                                          |
|  | \| \| Pachyrhinosaurus lakustai \| \| \| \| \| \| Pachyrhinosaurus perotorum \| \| \| \| |
|  |                                                                                          |
|  | Pachyrhinosaurus lakustai                                                                |
|  |                                                                                          |
|  | Pachyrhinosaurus perotorum                                                               |
|  |                                                                                          |

|  | Pachyrhinosaurus lakustai  |
|  |                            |
|  | Pachyrhinosaurus perotorum |
|  |                            |

|  | Pachyrhinosaurus canadensis                                                              |
|  |                                                                                          |
|  | \| \| Pachyrhinosaurus lakustai \| \| \| \| \| \| Pachyrhinosaurus perotorum \| \| \| \| |
|  |                                                                                          |
|  | Pachyrhinosaurus lakustai                                                                |
|  |                                                                                          |
|  | Pachyrhinosaurus perotorum                                                               |
|  |                                                                                          |

|  | Pachyrhinosaurus lakustai  |
|  |                            |
|  | Pachyrhinosaurus perotorum |
|  |                            |

|  | Pachyrhinosaurus canadensis                                                              |
|  |                                                                                          |
|  | \| \| Pachyrhinosaurus lakustai \| \| \| \| \| \| Pachyrhinosaurus perotorum \| \| \| \| |
|  |                                                                                          |
|  | Pachyrhinosaurus lakustai                                                                |
|  |                                                                                          |
|  | Pachyrhinosaurus perotorum                                                               |
|  |                                                                                          |

|  | Pachyrhinosaurus lakustai  |
|  |                            |
|  | Pachyrhinosaurus perotorum |
|  |                            |

|  | Pachyrhinosaurus canadensis                                                              |
|  |                                                                                          |
|  | \| \| Pachyrhinosaurus lakustai \| \| \| \| \| \| Pachyrhinosaurus perotorum \| \| \| \| |
|  |                                                                                          |
|  | Pachyrhinosaurus lakustai                                                                |
|  |                                                                                          |
|  | Pachyrhinosaurus perotorum                                                               |
|  |                                                                                          |

|  | Pachyrhinosaurus lakustai  |
|  |                            |
|  | Pachyrhinosaurus perotorum |
|  |                            |

|  | Avaceratops lammersi (ANSP 15800) |
|  |                                   |
|  | MOR 692                           |
|  |                                   |
|  | CMN 8804                          |
|  |                                   |
|  | Nasutoceratops titusi             |
|  |                                   |
|  | Nuovo taxon di Malta              |
|  |                                   |

|  | Sinoceratops zhuchengensis |
|  |                            |
|  | Wendiceratops pinhornensis |
|  |                            |

|  | Rubeosaurus ovatus        |
|  |                           |
|  | Styracosaurus albertensis |
|  |                           |

|  | Coronosaurus brinkmani                                                         |
|  |                                                                                |
|  | \| \| Centrosaurus apertus \| \| \| \| \| \| Spinops sternbergorum \| \| \| \| |
|  |                                                                                |
|  | Centrosaurus apertus                                                           |
|  |                                                                                |
|  | Spinops sternbergorum                                                          |
|  |                                                                                |

|  | Centrosaurus apertus  |
|  |                       |
|  | Spinops sternbergorum |
|  |                       |

|  | Rubeosaurus ovatus        |
|  |                           |
|  | Styracosaurus albertensis |
|  |                           |

|  | Coronosaurus brinkmani                                                         |
|  |                                                                                |
|  | \| \| Centrosaurus apertus \| \| \| \| \| \| Spinops sternbergorum \| \| \| \| |
|  |                                                                                |
|  | Centrosaurus apertus                                                           |
|  |                                                                                |
|  | Spinops sternbergorum                                                          |
|  |                                                                                |

|  | Centrosaurus apertus  |
|  |                       |
|  | Spinops sternbergorum |
|  |                       |

|  | Pachyrhinosaurus canadensis                                                              |
|  |                                                                                          |
|  | \| \| Pachyrhinosaurus lakustai \| \| \| \| \| \| Pachyrhinosaurus perotorum \| \| \| \| |
|  |                                                                                          |
|  | Pachyrhinosaurus lakustai                                                                |
|  |                                                                                          |
|  | Pachyrhinosaurus perotorum                                                               |
|  |                                                                                          |

|  | Pachyrhinosaurus lakustai  |
|  |                            |
|  | Pachyrhinosaurus perotorum |
|  |                            |

|  | Pachyrhinosaurus canadensis                                                              |
|  |                                                                                          |
|  | \| \| Pachyrhinosaurus lakustai \| \| \| \| \| \| Pachyrhinosaurus perotorum \| \| \| \| |
|  |                                                                                          |
|  | Pachyrhinosaurus lakustai                                                                |
|  |                                                                                          |
|  | Pachyrhinosaurus perotorum                                                               |
|  |                                                                                          |

|  | Pachyrhinosaurus lakustai  |
|  |                            |
|  | Pachyrhinosaurus perotorum |
|  |                            |

|  | Pachyrhinosaurus canadensis                                                              |
|  |                                                                                          |
|  | \| \| Pachyrhinosaurus lakustai \| \| \| \| \| \| Pachyrhinosaurus perotorum \| \| \| \| |
|  |                                                                                          |
|  | Pachyrhinosaurus lakustai                                                                |
|  |                                                                                          |
|  | Pachyrhinosaurus perotorum                                                               |
|  |                                                                                          |

|  | Pachyrhinosaurus lakustai  |
|  |                            |
|  | Pachyrhinosaurus perotorum |
|  |                            |

|  | Pachyrhinosaurus canadensis                                                              |
|  |                                                                                          |
|  | \| \| Pachyrhinosaurus lakustai \| \| \| \| \| \| Pachyrhinosaurus perotorum \| \| \| \| |
|  |                                                                                          |
|  | Pachyrhinosaurus lakustai                                                                |
|  |                                                                                          |
|  | Pachyrhinosaurus perotorum                                                               |
|  |                                                                                          |

|  | Pachyrhinosaurus lakustai  |
|  |                            |
|  | Pachyrhinosaurus perotorum |
|  |                            |

|  | Rubeosaurus ovatus        |
|  |                           |
|  | Styracosaurus albertensis |
|  |                           |

|  | Coronosaurus brinkmani                                                         |
|  |                                                                                |
|  | \| \| Centrosaurus apertus \| \| \| \| \| \| Spinops sternbergorum \| \| \| \| |
|  |                                                                                |
|  | Centrosaurus apertus                                                           |
|  |                                                                                |
|  | Spinops sternbergorum                                                          |
|  |                                                                                |

|  | Centrosaurus apertus  |
|  |                       |
|  | Spinops sternbergorum |
|  |                       |

|  | Rubeosaurus ovatus        |
|  |                           |
|  | Styracosaurus albertensis |
|  |                           |

|  | Coronosaurus brinkmani                                                         |
|  |                                                                                |
|  | \| \| Centrosaurus apertus \| \| \| \| \| \| Spinops sternbergorum \| \| \| \| |
|  |                                                                                |
|  | Centrosaurus apertus                                                           |
|  |                                                                                |
|  | Spinops sternbergorum                                                          |
|  |                                                                                |

|  | Centrosaurus apertus  |
|  |                       |
|  | Spinops sternbergorum |
|  |                       |

|  | Pachyrhinosaurus canadensis                                                              |
|  |                                                                                          |
|  | \| \| Pachyrhinosaurus lakustai \| \| \| \| \| \| Pachyrhinosaurus perotorum \| \| \| \| |
|  |                                                                                          |
|  | Pachyrhinosaurus lakustai                                                                |
|  |                                                                                          |
|  | Pachyrhinosaurus perotorum                                                               |
|  |                                                                                          |

|  | Pachyrhinosaurus lakustai  |
|  |                            |
|  | Pachyrhinosaurus perotorum |
|  |                            |

|  | Pachyrhinosaurus canadensis                                                              |
|  |                                                                                          |
|  | \| \| Pachyrhinosaurus lakustai \| \| \| \| \| \| Pachyrhinosaurus perotorum \| \| \| \| |
|  |                                                                                          |
|  | Pachyrhinosaurus lakustai                                                                |
|  |                                                                                          |
|  | Pachyrhinosaurus perotorum                                                               |
|  |                                                                                          |

|  | Pachyrhinosaurus lakustai  |
|  |                            |
|  | Pachyrhinosaurus perotorum |
|  |                            |

|  | Pachyrhinosaurus canadensis                                                              |
|  |                                                                                          |
|  | \| \| Pachyrhinosaurus lakustai \| \| \| \| \| \| Pachyrhinosaurus perotorum \| \| \| \| |
|  |                                                                                          |
|  | Pachyrhinosaurus lakustai                                                                |
|  |                                                                                          |
|  | Pachyrhinosaurus perotorum                                                               |
|  |                                                                                          |

|  | Pachyrhinosaurus lakustai  |
|  |                            |
|  | Pachyrhinosaurus perotorum |
|  |                            |

|  | Pachyrhinosaurus canadensis                                                              |
|  |                                                                                          |
|  | \| \| Pachyrhinosaurus lakustai \| \| \| \| \| \| Pachyrhinosaurus perotorum \| \| \| \| |
|  |                                                                                          |
|  | Pachyrhinosaurus lakustai                                                                |
|  |                                                                                          |
|  | Pachyrhinosaurus perotorum                                                               |
|  |                                                                                          |

|  | Pachyrhinosaurus lakustai  |
|  |                            |
|  | Pachyrhinosaurus perotorum |
|  |                            |

|  | Sinoceratops zhuchengensis |
|  |                            |
|  | Wendiceratops pinhornensis |
|  |                            |

|  | Rubeosaurus ovatus        |
|  |                           |
|  | Styracosaurus albertensis |
|  |                           |

|  | Coronosaurus brinkmani                                                         |
|  |                                                                                |
|  | \| \| Centrosaurus apertus \| \| \| \| \| \| Spinops sternbergorum \| \| \| \| |
|  |                                                                                |
|  | Centrosaurus apertus                                                           |
|  |                                                                                |
|  | Spinops sternbergorum                                                          |
|  |                                                                                |

|  | Centrosaurus apertus  |
|  |                       |
|  | Spinops sternbergorum |
|  |                       |

|  | Rubeosaurus ovatus        |
|  |                           |
|  | Styracosaurus albertensis |
|  |                           |

|  | Coronosaurus brinkmani                                                         |
|  |                                                                                |
|  | \| \| Centrosaurus apertus \| \| \| \| \| \| Spinops sternbergorum \| \| \| \| |
|  |                                                                                |
|  | Centrosaurus apertus                                                           |
|  |                                                                                |
|  | Spinops sternbergorum                                                          |
|  |                                                                                |

|  | Centrosaurus apertus  |
|  |                       |
|  | Spinops sternbergorum |
|  |                       |

|  | Pachyrhinosaurus canadensis                                                              |
|  |                                                                                          |
|  | \| \| Pachyrhinosaurus lakustai \| \| \| \| \| \| Pachyrhinosaurus perotorum \| \| \| \| |
|  |                                                                                          |
|  | Pachyrhinosaurus lakustai                                                                |
|  |                                                                                          |
|  | Pachyrhinosaurus perotorum                                                               |
|  |                                                                                          |

|  | Pachyrhinosaurus lakustai  |
|  |                            |
|  | Pachyrhinosaurus perotorum |
|  |                            |

|  | Pachyrhinosaurus canadensis                                                              |
|  |                                                                                          |
|  | \| \| Pachyrhinosaurus lakustai \| \| \| \| \| \| Pachyrhinosaurus perotorum \| \| \| \| |
|  |                                                                                          |
|  | Pachyrhinosaurus lakustai                                                                |
|  |                                                                                          |
|  | Pachyrhinosaurus perotorum                                                               |
|  |                                                                                          |

|  | Pachyrhinosaurus lakustai  |
|  |                            |
|  | Pachyrhinosaurus perotorum |
|  |                            |

|  | Pachyrhinosaurus canadensis                                                              |
|  |                                                                                          |
|  | \| \| Pachyrhinosaurus lakustai \| \| \| \| \| \| Pachyrhinosaurus perotorum \| \| \| \| |
|  |                                                                                          |
|  | Pachyrhinosaurus lakustai                                                                |
|  |                                                                                          |
|  | Pachyrhinosaurus perotorum                                                               |
|  |                                                                                          |

|  | Pachyrhinosaurus lakustai  |
|  |                            |
|  | Pachyrhinosaurus perotorum |
|  |                            |

|  | Pachyrhinosaurus canadensis                                                              |
|  |                                                                                          |
|  | \| \| Pachyrhinosaurus lakustai \| \| \| \| \| \| Pachyrhinosaurus perotorum \| \| \| \| |
|  |                                                                                          |
|  | Pachyrhinosaurus lakustai                                                                |
|  |                                                                                          |
|  | Pachyrhinosaurus perotorum                                                               |
|  |                                                                                          |

|  | Pachyrhinosaurus lakustai  |
|  |                            |
|  | Pachyrhinosaurus perotorum |
|  |                            |

|  | Rubeosaurus ovatus        |
|  |                           |
|  | Styracosaurus albertensis |
|  |                           |

|  | Coronosaurus brinkmani                                                         |
|  |                                                                                |
|  | \| \| Centrosaurus apertus \| \| \| \| \| \| Spinops sternbergorum \| \| \| \| |
|  |                                                                                |
|  | Centrosaurus apertus                                                           |
|  |                                                                                |
|  | Spinops sternbergorum                                                          |
|  |                                                                                |

|  | Centrosaurus apertus  |
|  |                       |
|  | Spinops sternbergorum |
|  |                       |

|  | Rubeosaurus ovatus        |
|  |                           |
|  | Styracosaurus albertensis |
|  |                           |

|  | Coronosaurus brinkmani                                                         |
|  |                                                                                |
|  | \| \| Centrosaurus apertus \| \| \| \| \| \| Spinops sternbergorum \| \| \| \| |
|  |                                                                                |
|  | Centrosaurus apertus                                                           |
|  |                                                                                |
|  | Spinops sternbergorum                                                          |
|  |                                                                                |

|  | Centrosaurus apertus  |
|  |                       |
|  | Spinops sternbergorum |
|  |                       |

|  | Pachyrhinosaurus canadensis                                                              |
|  |                                                                                          |
|  | \| \| Pachyrhinosaurus lakustai \| \| \| \| \| \| Pachyrhinosaurus perotorum \| \| \| \| |
|  |                                                                                          |
|  | Pachyrhinosaurus lakustai                                                                |
|  |                                                                                          |
|  | Pachyrhinosaurus perotorum                                                               |
|  |                                                                                          |

|  | Pachyrhinosaurus lakustai  |
|  |                            |
|  | Pachyrhinosaurus perotorum |
|  |                            |

|  | Pachyrhinosaurus canadensis                                                              |
|  |                                                                                          |
|  | \| \| Pachyrhinosaurus lakustai \| \| \| \| \| \| Pachyrhinosaurus perotorum \| \| \| \| |
|  |                                                                                          |
|  | Pachyrhinosaurus lakustai                                                                |
|  |                                                                                          |
|  | Pachyrhinosaurus perotorum                                                               |
|  |                                                                                          |

|  | Pachyrhinosaurus lakustai  |
|  |                            |
|  | Pachyrhinosaurus perotorum |
|  |                            |

|  | Pachyrhinosaurus canadensis                                                              |
|  |                                                                                          |
|  | \| \| Pachyrhinosaurus lakustai \| \| \| \| \| \| Pachyrhinosaurus perotorum \| \| \| \| |
|  |                                                                                          |
|  | Pachyrhinosaurus lakustai                                                                |
|  |                                                                                          |
|  | Pachyrhinosaurus perotorum                                                               |
|  |                                                                                          |

|  | Pachyrhinosaurus lakustai  |
|  |                            |
|  | Pachyrhinosaurus perotorum |
|  |                            |

|  | Pachyrhinosaurus canadensis                                                              |
|  |                                                                                          |
|  | \| \| Pachyrhinosaurus lakustai \| \| \| \| \| \| Pachyrhinosaurus perotorum \| \| \| \| |
|  |                                                                                          |
|  | Pachyrhinosaurus lakustai                                                                |
|  |                                                                                          |
|  | Pachyrhinosaurus perotorum                                                               |
|  |                                                                                          |

|  | Pachyrhinosaurus lakustai  |
|  |                            |
|  | Pachyrhinosaurus perotorum |
|  |                            |

|  | Sinoceratops zhuchengensis |
|  |                            |
|  | Wendiceratops pinhornensis |
|  |                            |

|  | Rubeosaurus ovatus        |
|  |                           |
|  | Styracosaurus albertensis |
|  |                           |

|  | Coronosaurus brinkmani                                                         |
|  |                                                                                |
|  | \| \| Centrosaurus apertus \| \| \| \| \| \| Spinops sternbergorum \| \| \| \| |
|  |                                                                                |
|  | Centrosaurus apertus                                                           |
|  |                                                                                |
|  | Spinops sternbergorum                                                          |
|  |                                                                                |

|  | Centrosaurus apertus  |
|  |                       |
|  | Spinops sternbergorum |
|  |                       |

|  | Rubeosaurus ovatus        |
|  |                           |
|  | Styracosaurus albertensis |
|  |                           |

|  | Coronosaurus brinkmani                                                         |
|  |                                                                                |
|  | \| \| Centrosaurus apertus \| \| \| \| \| \| Spinops sternbergorum \| \| \| \| |
|  |                                                                                |
|  | Centrosaurus apertus                                                           |
|  |                                                                                |
|  | Spinops sternbergorum                                                          |
|  |                                                                                |

|  | Centrosaurus apertus  |
|  |                       |
|  | Spinops sternbergorum |
|  |                       |

|  | Pachyrhinosaurus canadensis                                                              |
|  |                                                                                          |
|  | \| \| Pachyrhinosaurus lakustai \| \| \| \| \| \| Pachyrhinosaurus perotorum \| \| \| \| |
|  |                                                                                          |
|  | Pachyrhinosaurus lakustai                                                                |
|  |                                                                                          |
|  | Pachyrhinosaurus perotorum                                                               |
|  |                                                                                          |

|  | Pachyrhinosaurus lakustai  |
|  |                            |
|  | Pachyrhinosaurus perotorum |
|  |                            |

|  | Pachyrhinosaurus canadensis                                                              |
|  |                                                                                          |
|  | \| \| Pachyrhinosaurus lakustai \| \| \| \| \| \| Pachyrhinosaurus perotorum \| \| \| \| |
|  |                                                                                          |
|  | Pachyrhinosaurus lakustai                                                                |
|  |                                                                                          |
|  | Pachyrhinosaurus perotorum                                                               |
|  |                                                                                          |

|  | Pachyrhinosaurus lakustai  |
|  |                            |
|  | Pachyrhinosaurus perotorum |
|  |                            |

|  | Pachyrhinosaurus canadensis                                                              |
|  |                                                                                          |
|  | \| \| Pachyrhinosaurus lakustai \| \| \| \| \| \| Pachyrhinosaurus perotorum \| \| \| \| |
|  |                                                                                          |
|  | Pachyrhinosaurus lakustai                                                                |
|  |                                                                                          |
|  | Pachyrhinosaurus perotorum                                                               |
|  |                                                                                          |

|  | Pachyrhinosaurus lakustai  |
|  |                            |
|  | Pachyrhinosaurus perotorum |
|  |                            |

|  | Pachyrhinosaurus canadensis                                                              |
|  |                                                                                          |
|  | \| \| Pachyrhinosaurus lakustai \| \| \| \| \| \| Pachyrhinosaurus perotorum \| \| \| \| |
|  |                                                                                          |
|  | Pachyrhinosaurus lakustai                                                                |
|  |                                                                                          |
|  | Pachyrhinosaurus perotorum                                                               |
|  |                                                                                          |

|  | Pachyrhinosaurus lakustai  |
|  |                            |
|  | Pachyrhinosaurus perotorum |
|  |                            |

|  | Rubeosaurus ovatus        |
|  |                           |
|  | Styracosaurus albertensis |
|  |                           |

|  | Coronosaurus brinkmani                                                         |
|  |                                                                                |
|  | \| \| Centrosaurus apertus \| \| \| \| \| \| Spinops sternbergorum \| \| \| \| |
|  |                                                                                |
|  | Centrosaurus apertus                                                           |
|  |                                                                                |
|  | Spinops sternbergorum                                                          |
|  |                                                                                |

|  | Centrosaurus apertus  |
|  |                       |
|  | Spinops sternbergorum |
|  |                       |

|  | Rubeosaurus ovatus        |
|  |                           |
|  | Styracosaurus albertensis |
|  |                           |

|  | Coronosaurus brinkmani                                                         |
|  |                                                                                |
|  | \| \| Centrosaurus apertus \| \| \| \| \| \| Spinops sternbergorum \| \| \| \| |
|  |                                                                                |
|  | Centrosaurus apertus                                                           |
|  |                                                                                |
|  | Spinops sternbergorum                                                          |
|  |                                                                                |

|  | Centrosaurus apertus  |
|  |                       |
|  | Spinops sternbergorum |
|  |                       |

|  | Pachyrhinosaurus canadensis                                                              |
|  |                                                                                          |
|  | \| \| Pachyrhinosaurus lakustai \| \| \| \| \| \| Pachyrhinosaurus perotorum \| \| \| \| |
|  |                                                                                          |
|  | Pachyrhinosaurus lakustai                                                                |
|  |                                                                                          |
|  | Pachyrhinosaurus perotorum                                                               |
|  |                                                                                          |

|  | Pachyrhinosaurus lakustai  |
|  |                            |
|  | Pachyrhinosaurus perotorum |
|  |                            |

|  | Pachyrhinosaurus canadensis                                                              |
|  |                                                                                          |
|  | \| \| Pachyrhinosaurus lakustai \| \| \| \| \| \| Pachyrhinosaurus perotorum \| \| \| \| |
|  |                                                                                          |
|  | Pachyrhinosaurus lakustai                                                                |
|  |                                                                                          |
|  | Pachyrhinosaurus perotorum                                                               |
|  |                                                                                          |

|  | Pachyrhinosaurus lakustai  |
|  |                            |
|  | Pachyrhinosaurus perotorum |
|  |                            |

|  | Pachyrhinosaurus canadensis                                                              |
|  |                                                                                          |
|  | \| \| Pachyrhinosaurus lakustai \| \| \| \| \| \| Pachyrhinosaurus perotorum \| \| \| \| |
|  |                                                                                          |
|  | Pachyrhinosaurus lakustai                                                                |
|  |                                                                                          |
|  | Pachyrhinosaurus perotorum                                                               |
|  |                                                                                          |

|  | Pachyrhinosaurus lakustai  |
|  |                            |
|  | Pachyrhinosaurus perotorum |
|  |                            |

|  | Pachyrhinosaurus canadensis                                                              |
|  |                                                                                          |
|  | \| \| Pachyrhinosaurus lakustai \| \| \| \| \| \| Pachyrhinosaurus perotorum \| \| \| \| |
|  |                                                                                          |
|  | Pachyrhinosaurus lakustai                                                                |
|  |                                                                                          |
|  | Pachyrhinosaurus perotorum                                                               |
|  |                                                                                          |

|  | Pachyrhinosaurus lakustai  |
|  |                            |
|  | Pachyrhinosaurus perotorum |
|  |                            |

|  | Sinoceratops zhuchengensis |
|  |                            |
|  | Wendiceratops pinhornensis |
|  |                            |

|  | Rubeosaurus ovatus        |
|  |                           |
|  | Styracosaurus albertensis |
|  |                           |

|  | Coronosaurus brinkmani                                                         |
|  |                                                                                |
|  | \| \| Centrosaurus apertus \| \| \| \| \| \| Spinops sternbergorum \| \| \| \| |
|  |                                                                                |
|  | Centrosaurus apertus                                                           |
|  |                                                                                |
|  | Spinops sternbergorum                                                          |
|  |                                                                                |

|  | Centrosaurus apertus  |
|  |                       |
|  | Spinops sternbergorum |
|  |                       |

|  | Rubeosaurus ovatus        |
|  |                           |
|  | Styracosaurus albertensis |
|  |                           |

|  | Coronosaurus brinkmani                                                         |
|  |                                                                                |
|  | \| \| Centrosaurus apertus \| \| \| \| \| \| Spinops sternbergorum \| \| \| \| |
|  |                                                                                |
|  | Centrosaurus apertus                                                           |
|  |                                                                                |
|  | Spinops sternbergorum                                                          |
|  |                                                                                |

|  | Centrosaurus apertus  |
|  |                       |
|  | Spinops sternbergorum |
|  |                       |

|  | Pachyrhinosaurus canadensis                                                              |
|  |                                                                                          |
|  | \| \| Pachyrhinosaurus lakustai \| \| \| \| \| \| Pachyrhinosaurus perotorum \| \| \| \| |
|  |                                                                                          |
|  | Pachyrhinosaurus lakustai                                                                |
|  |                                                                                          |
|  | Pachyrhinosaurus perotorum                                                               |
|  |                                                                                          |

|  | Pachyrhinosaurus lakustai  |
|  |                            |
|  | Pachyrhinosaurus perotorum |
|  |                            |

|  | Pachyrhinosaurus canadensis                                                              |
|  |                                                                                          |
|  | \| \| Pachyrhinosaurus lakustai \| \| \| \| \| \| Pachyrhinosaurus perotorum \| \| \| \| |
|  |                                                                                          |
|  | Pachyrhinosaurus lakustai                                                                |
|  |                                                                                          |
|  | Pachyrhinosaurus perotorum                                                               |
|  |                                                                                          |

|  | Pachyrhinosaurus lakustai  |
|  |                            |
|  | Pachyrhinosaurus perotorum |
|  |                            |

|  | Pachyrhinosaurus canadensis                                                              |
|  |                                                                                          |
|  | \| \| Pachyrhinosaurus lakustai \| \| \| \| \| \| Pachyrhinosaurus perotorum \| \| \| \| |
|  |                                                                                          |
|  | Pachyrhinosaurus lakustai                                                                |
|  |                                                                                          |
|  | Pachyrhinosaurus perotorum                                                               |
|  |                                                                                          |

|  | Pachyrhinosaurus lakustai  |
|  |                            |
|  | Pachyrhinosaurus perotorum |
|  |                            |

|  | Pachyrhinosaurus canadensis                                                              |
|  |                                                                                          |
|  | \| \| Pachyrhinosaurus lakustai \| \| \| \| \| \| Pachyrhinosaurus perotorum \| \| \| \| |
|  |                                                                                          |
|  | Pachyrhinosaurus lakustai                                                                |
|  |                                                                                          |
|  | Pachyrhinosaurus perotorum                                                               |
|  |                                                                                          |

|  | Pachyrhinosaurus lakustai  |
|  |                            |
|  | Pachyrhinosaurus perotorum |
|  |                            |

|  | Rubeosaurus ovatus        |
|  |                           |
|  | Styracosaurus albertensis |
|  |                           |

|  | Coronosaurus brinkmani                                                         |
|  |                                                                                |
|  | \| \| Centrosaurus apertus \| \| \| \| \| \| Spinops sternbergorum \| \| \| \| |
|  |                                                                                |
|  | Centrosaurus apertus                                                           |
|  |                                                                                |
|  | Spinops sternbergorum                                                          |
|  |                                                                                |

|  | Centrosaurus apertus  |
|  |                       |
|  | Spinops sternbergorum |
|  |                       |

|  | Rubeosaurus ovatus        |
|  |                           |
|  | Styracosaurus albertensis |
|  |                           |

|  | Coronosaurus brinkmani                                                         |
|  |                                                                                |
|  | \| \| Centrosaurus apertus \| \| \| \| \| \| Spinops sternbergorum \| \| \| \| |
|  |                                                                                |
|  | Centrosaurus apertus                                                           |
|  |                                                                                |
|  | Spinops sternbergorum                                                          |
|  |                                                                                |

|  | Centrosaurus apertus  |
|  |                       |
|  | Spinops sternbergorum |
|  |                       |

|  | Pachyrhinosaurus canadensis                                                              |
|  |                                                                                          |
|  | \| \| Pachyrhinosaurus lakustai \| \| \| \| \| \| Pachyrhinosaurus perotorum \| \| \| \| |
|  |                                                                                          |
|  | Pachyrhinosaurus lakustai                                                                |
|  |                                                                                          |
|  | Pachyrhinosaurus perotorum                                                               |
|  |                                                                                          |

|  | Pachyrhinosaurus lakustai  |
|  |                            |
|  | Pachyrhinosaurus perotorum |
|  |                            |

|  | Pachyrhinosaurus canadensis                                                              |
|  |                                                                                          |
|  | \| \| Pachyrhinosaurus lakustai \| \| \| \| \| \| Pachyrhinosaurus perotorum \| \| \| \| |
|  |                                                                                          |
|  | Pachyrhinosaurus lakustai                                                                |
|  |                                                                                          |
|  | Pachyrhinosaurus perotorum                                                               |
|  |                                                                                          |

|  | Pachyrhinosaurus lakustai  |
|  |                            |
|  | Pachyrhinosaurus perotorum |
|  |                            |

|  | Pachyrhinosaurus canadensis                                                              |
|  |                                                                                          |
|  | \| \| Pachyrhinosaurus lakustai \| \| \| \| \| \| Pachyrhinosaurus perotorum \| \| \| \| |
|  |                                                                                          |
|  | Pachyrhinosaurus lakustai                                                                |
|  |                                                                                          |
|  | Pachyrhinosaurus perotorum                                                               |
|  |                                                                                          |

|  | Pachyrhinosaurus lakustai  |
|  |                            |
|  | Pachyrhinosaurus perotorum |
|  |                            |

|  | Pachyrhinosaurus canadensis                                                              |
|  |                                                                                          |
|  | \| \| Pachyrhinosaurus lakustai \| \| \| \| \| \| Pachyrhinosaurus perotorum \| \| \| \| |
|  |                                                                                          |
|  | Pachyrhinosaurus lakustai                                                                |
|  |                                                                                          |
|  | Pachyrhinosaurus perotorum                                                               |
|  |                                                                                          |

|  | Pachyrhinosaurus lakustai  |
|  |                            |
|  | Pachyrhinosaurus perotorum |
|  |                            |

Nel 2016, Ryan nominò una tribù di Centrosaurina, i Centrosaurini per tutte quelle specie più strettamente imparentate a Centrosaurus rispetto a Pachyrhinosaurus.

## Storia della scoperta

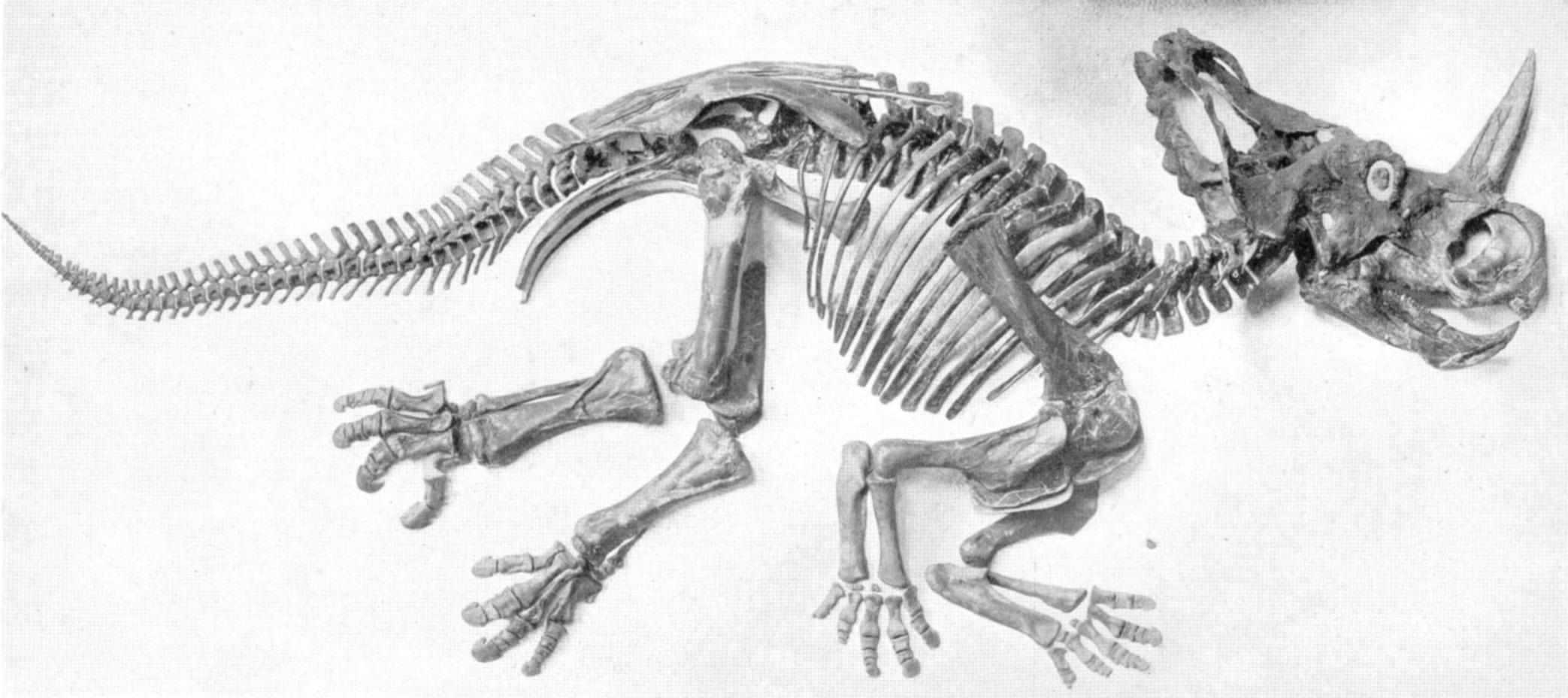
Scheletro di "Monoclonius nasicornus"

I primi resti di Centrosaurus furono scoperti e nominati dal paleontologo Lawrence Lambe che li estrasse da degli strati di roccia lungo il fiume Red Deer in Alberta, Canada. Il nome Centrosaurus significa "lucertola appuntita" (dal greco kentron/κέντρον ossia "punta" e sauros/σαῦρος ossia "lucertola"), e si riferisce alla serie di piccole corna o osteodermi posti lungo il margine del collare, e non al corno nasale (che era ancora sconosciuto quando il dinosauro venne nominato). Il genere non deve essere confuso con lo stegosauro Kentrosaurus, il cui nome deriva dalla stessa parola greca.
In seguito, vasti letti d'ossa di Centrosaurus vennero ritrovati nel Dinosaur Provincial Park, sempre in Alberta. Alcuni di questi letti si estendono per centinaia di metri e contengono migliaia di individui di tutte le età e a tutti i livelli dello sviluppo. Gli scienziati hanno ipotizzato che l'alta densità e il numero di individui in questi letti potrebbe essere avvenuta mentre un branco di questi animali tentava di attraversare un fiume durante una piena, il che spiegherebbe il sedimento fluviale in cui sono stati ritrovati questi esemplari. La scoperta di migliaia di fossili di Centrosaurus vicino alla città di Hilda, in Alberta, è stata indicata come il più grande letto d'ossa di dinosauro mai scoperto. L'area è ora conosciuta come il mega-letto d'ossa di Hilda.

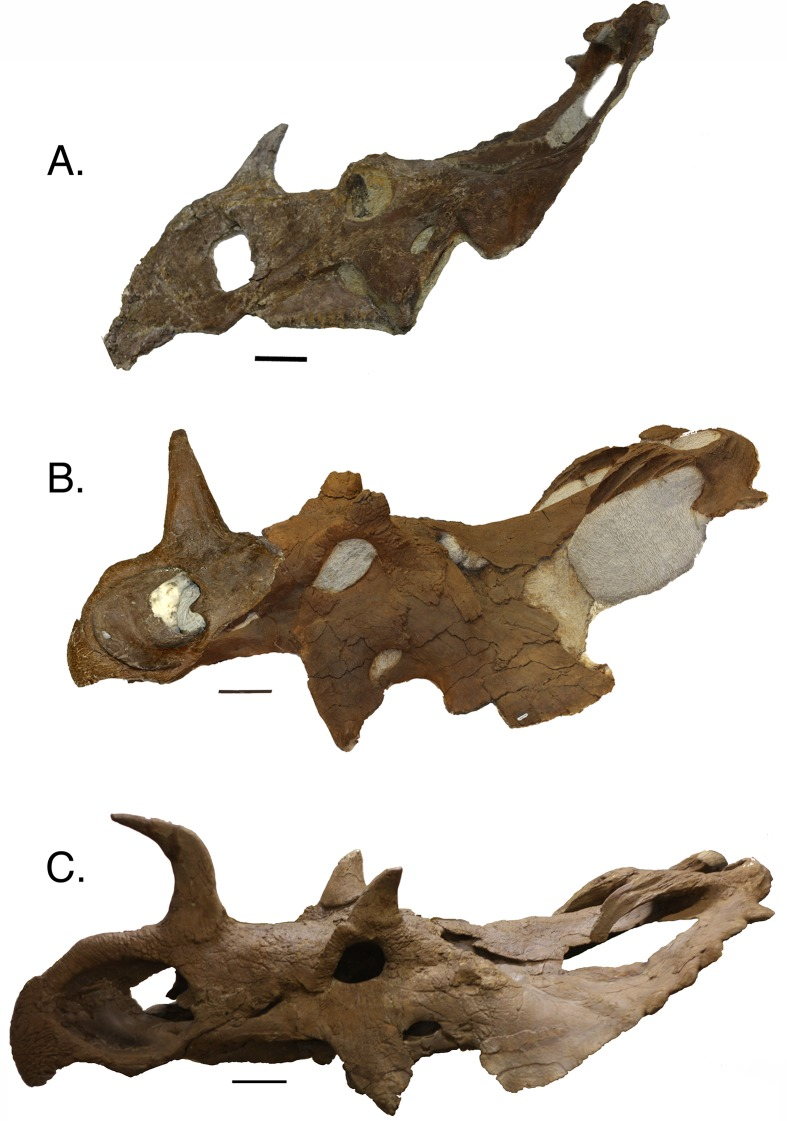
Ontogenesi cranio-facciale di Centrosaurus apertus

A causa della variazione tra specie e persino tra singoli esemplari di centrosaurini, si è discusso molto su quali generi e specie siano validi, in particolare se Centrosaurus e/o Monoclonius siano generi validi, non diagnosticabili o eventualmente membri del sesso opposto. Nel 1996, Peter Dodson trovò abbastanza variazioni tra Centrosaurus, Styracosaurus e Monoclonius per giustificare che tutti e tre avessero generi separati, e che Styracosaurus assomigliasse a Centrosaurus più di quanto entrambi non assomigliassero a Monoclonius.
Dodson credeva che una specie di Monoclonius, M. nasicornus, potesse essere in realtà il sesso femminile di Styracosaurus. Le sue valutazioni venne parzialmente accettate, con altri ricercatori contrari all'accettare Monoclonius nasicornus come il sesso femminile di Styracosaurus o Monoclonius come un genere valido. Sebbene ci siano prove di dimorfismo sessuale in almeno un ceratopso basale, Protoceratops, non esiste alcuna prova certa di dimorfismo sessuale in nessun altro ceratopside. Altri sinonimizzarono C. nasicornus con C. apertus, o lo considerarono una specie separata di Centrosaurus: Centrosaurus nasicornus. È stato anche suggerito che quest'ultimo possa rappresentare l'antenato diretto di Styracosaurus albertensis. Uno studio del 2014 sull'ontogenesi di Centrosaurus ha concluso che C. nasicornus è un sinonimo junior di C. apertus, che rappresenta una fase di crescita intermedia.
La specie C. brinkmani, descritta nel 2005, è stata spostata nel nuovo genere Coronosaurus, nel 2012.

## Paleobiologia

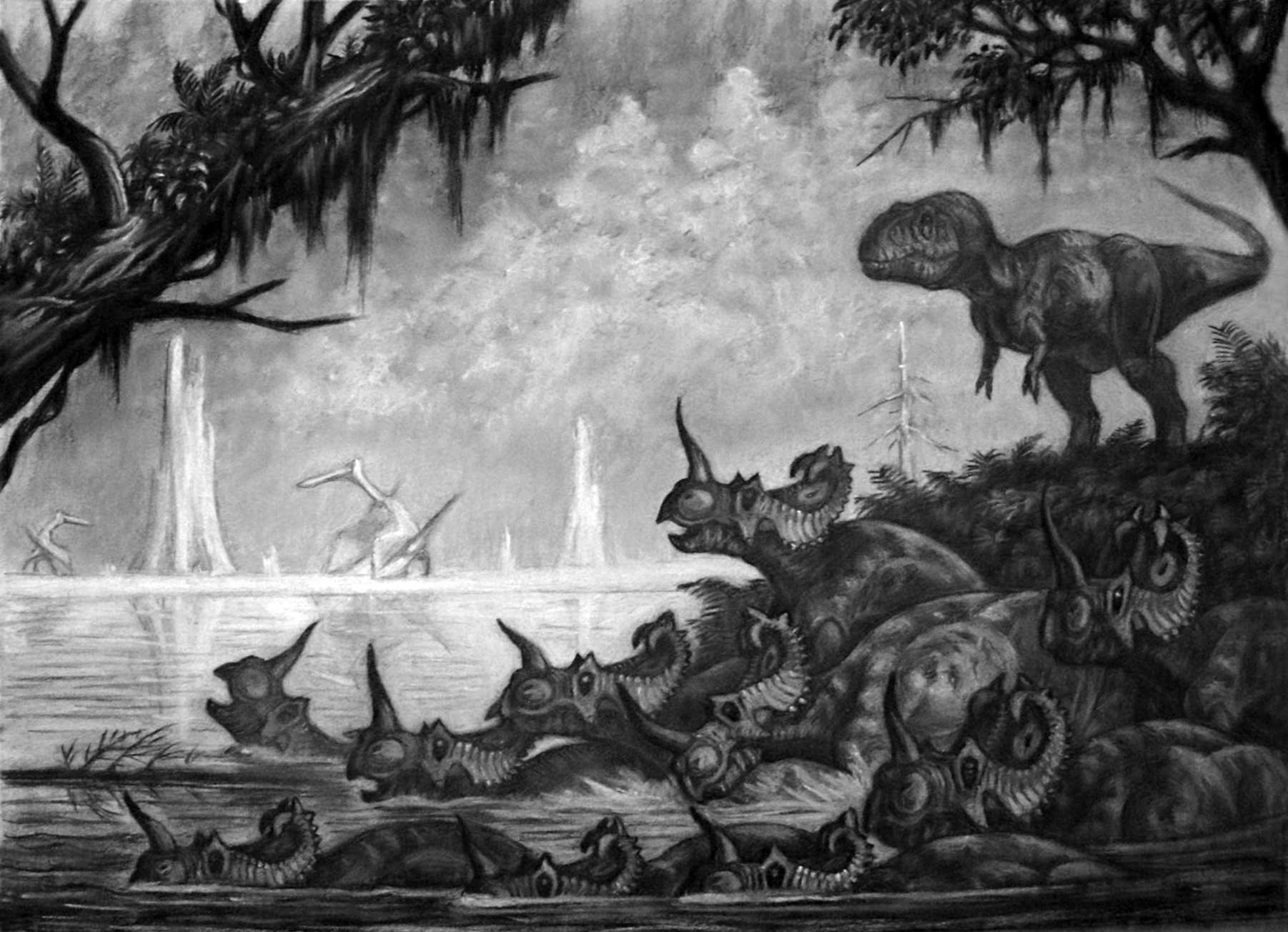
Ricostruzione di una mandria mentre attraversa un fiume, la possibile causa della creazione dei letti d'ossa

Come negli altri ceratopsidi, le mascelle di Centrosaurus sono adatte a per tagliare materiali vegetali duri e resistenti. La scoperta di giganteschi letti ossei di Centrosaurus in Canada suggerisce che questi animali fossero gregari e che si spostassero in grandi branchi. Un letto d'ossa composto dai resti di Centrosaurus e Styracosaurus è stato ritrovato nella Formazione Dinosaur Park in quella che oggi è Alberta. Un'altra spiegazione all'abbondanza di resti in un singolo luogo, e che si trattasse di individui solitari riunitisi attorno a una pozza d'acqua durante una siccità. Il Centrosaurus si trova negli strati più bassi della formazione rispetto a Styracosaurus, indicando che Centrosaurus venne sostituito da Styracosaurus mentre l'ambiente cambiava nel tempo.
I grandi collari e le corna nasali dei ceratopsi sono tra gli ornamenti facciali più distintivi di tutti i dinosauri. La loro funzione è stata oggetto di dibattito da quando sono stati scoperti i primi dinosauri cornuti. Le teorie più comuni sulla funzione di questi ornamenti e delle corna includono la difesa dai predatori, combattimenti intraspecifici e come strumenti per attrarre il partner. Uno studio del 2009 sulle lesioni craniche di Triceratops e Centrosaurus ha dimostrato che le lesioni ossee sui crani erano probabilmente causate da combattimenti intraspecifici (combattimento tra esemplari della stessa specie) piuttosto che da attacchi di predatori. Il collare di Centrosaurus era troppo sottile per essere usato come difesa contro i predatori, anche se i collari più solidi e spessi di Triceratops potrebbe essersi evoluto per proteggere il collo. I fronzoli sul collare di Centrosaurus erano molto probabilmente usati "per il riconoscimento delle specie e/o altre forme di esposizione visiva".

## Paleoecologia

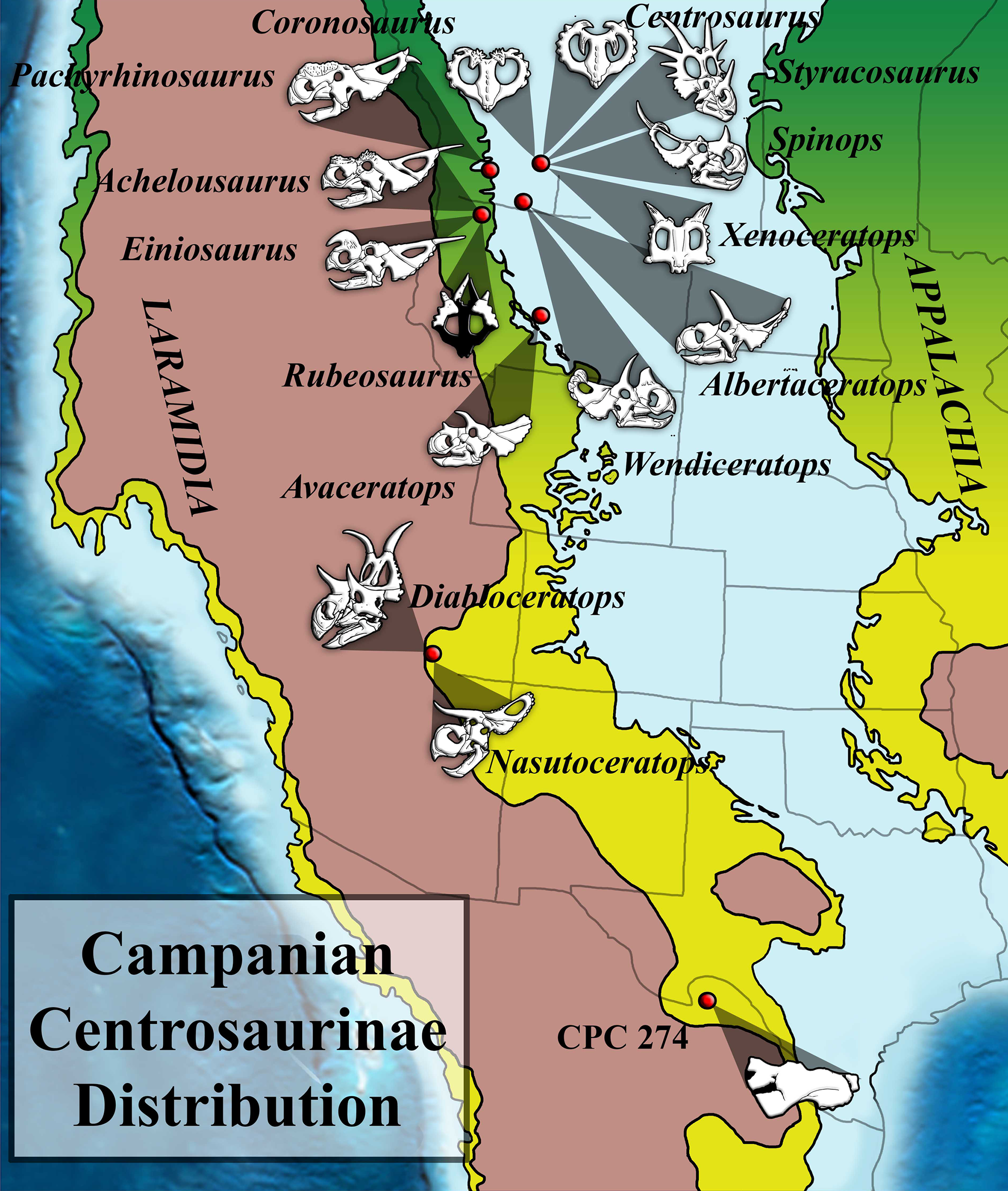
Distribuzione paleobiogeografica dei centrosaurini in Laramidia durante il tardo Campaniano

La maggior parte dei resti fossili di Centrosaurus è stata ritrovata nella Formazione Dinosaur Park, e al suo tempo era uno degli animali più comuni della formazione. La fauna erbivora era costituita da innumerevoli specie di ceratopsidi, come Styracosaurus e Chasmosaurus, gli hadrosauridae Prosaurolophus, Lambeosaurus, Gryposaurus, Corythosaurus e Parasaurolophus e gli ankylosauri Edmontonia e Euoplocephalus. I carnivori erano presenti in minore numero ed erano rappresentati dai tirannosauridi Daspletosaurus e Gorgosaurus, che rappresentavano i predatori dominanti e i piccoli maniraptori Dromaeosaurus, Saurornitholestes, Hesperonychus e Troodon.
La Formazione Dinosaur Park doveva avere un ambiente attraversato da innumerevoli fiumi e pianure alluvionali, che con il tempo divennero più paludose e influenzate dalle condizioni marine del Mare interno occidentale trasgredirono verso ovest. Il clima era più caldo di quello dell'odierna Alberta, senza condizioni di gelo, ma con stagioni umide e secche. Le conifere erano la vegetazione dominante della regione, con un sottobosco ricco di felci, felci arboree e angiosperme.

### Paleobiogeografia
Thomas M. Lehman ha osservato che i fossili di Centrosaurus non sono mai stati ritrovati al di fuori dell'Alberta meridionale, anche se sono tra i dinosauri judithiani (appartenenti allo stadio Judithian, uno stadio faunistico del Nord America che durò da 83,5 a 70,6 milioni di anni fa) più abbondanti della regione. I grandi erbivori come i ceratopsiani che vivevano in Nord America durante il Cretaceo superiore avevano vivevano in "aree geografiche notevolmente ridotte", talvolta definite "provincie", nonostante le loro grandi dimensioni corporee che avrebbero richiesto molti nutrienti e la loro capacità di spostarsi per miglia. Questa distribuzione limitata è in forte contrasto la moderna fauna composta da mammiferi erbivori la cui distribuzione "tipica [mente]... coprono gran parte di un continente".